# Bad Wiessee

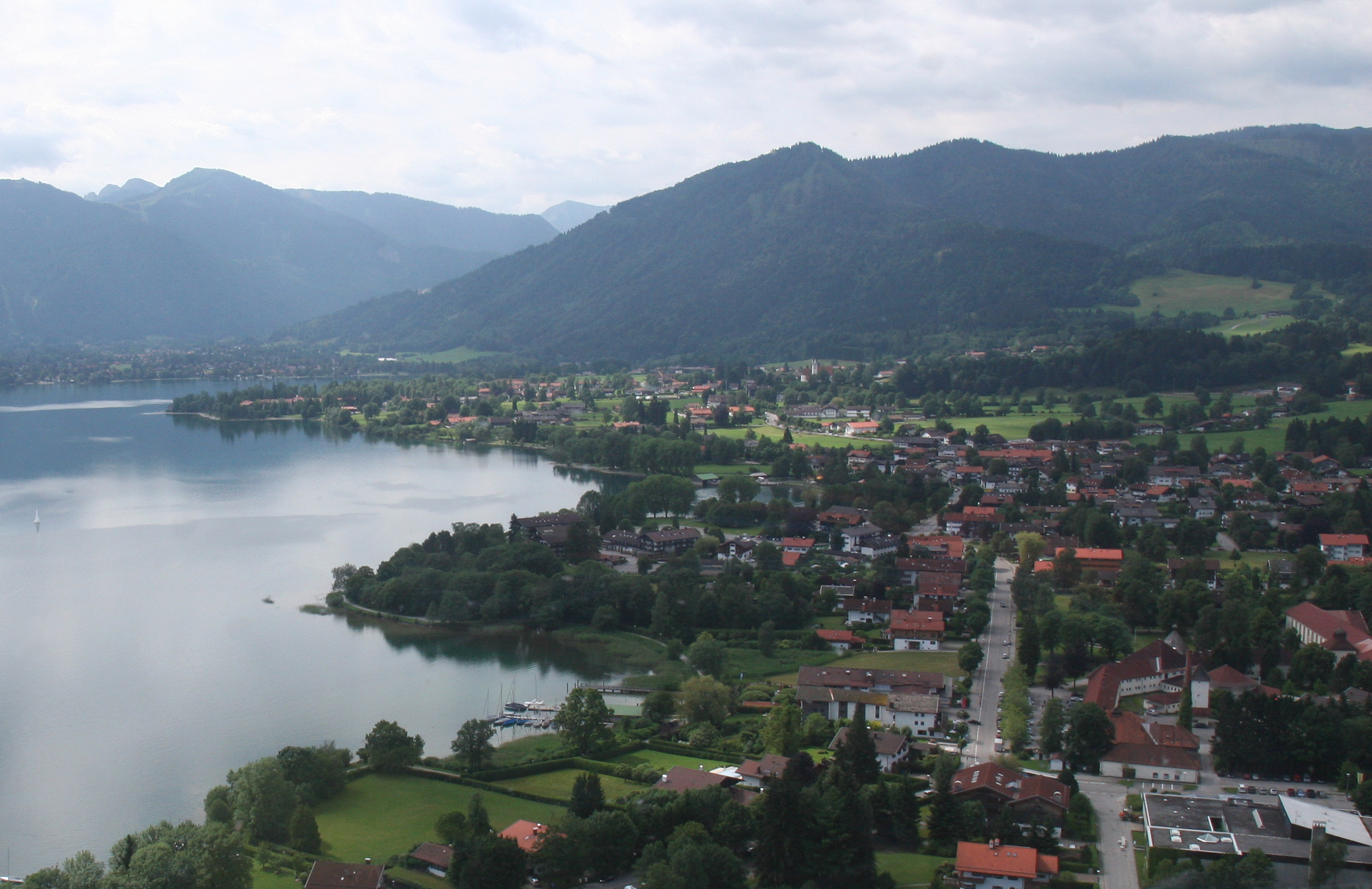
Bad Wiessee mit Ringspitz und Kotlahnerkopf im Hintergrund

Bad Wiessee ist eine Gemeinde im oberbayerischen Landkreis Miesbach mit 4838 Einwohnern (31. Dezember 2023). Der Urlaubsort, seit 1922 ein anerkannter Kurort, liegt am Westufer des Tegernsees im bayerischen Oberland und grenzt an den Landkreis Bad Tölz-Wolfratshausen. Sein Prädikat als Heilbad verdankt Bad Wiessee den beiden deutschlandweit stärksten Jod-Schwefel-Heilquellen, die im Jahr 1909 bei Erdölbohrungen entdeckt wurden. Seit 1957 betreiben die Spielbanken Bayern die Spielbank Bad Wiessee, die seit 2005 im Gemeindeteil Winner liegt.
Erstmals urkundlich erwähnt wurde Bad Wiessee im Jahre 1017 im Urbar des Klosters Tegernsee, als die Curia Wesses (Hof von Wiessee) verschiedene Güter an das Kloster zu entrichten hatte.

## Geographie

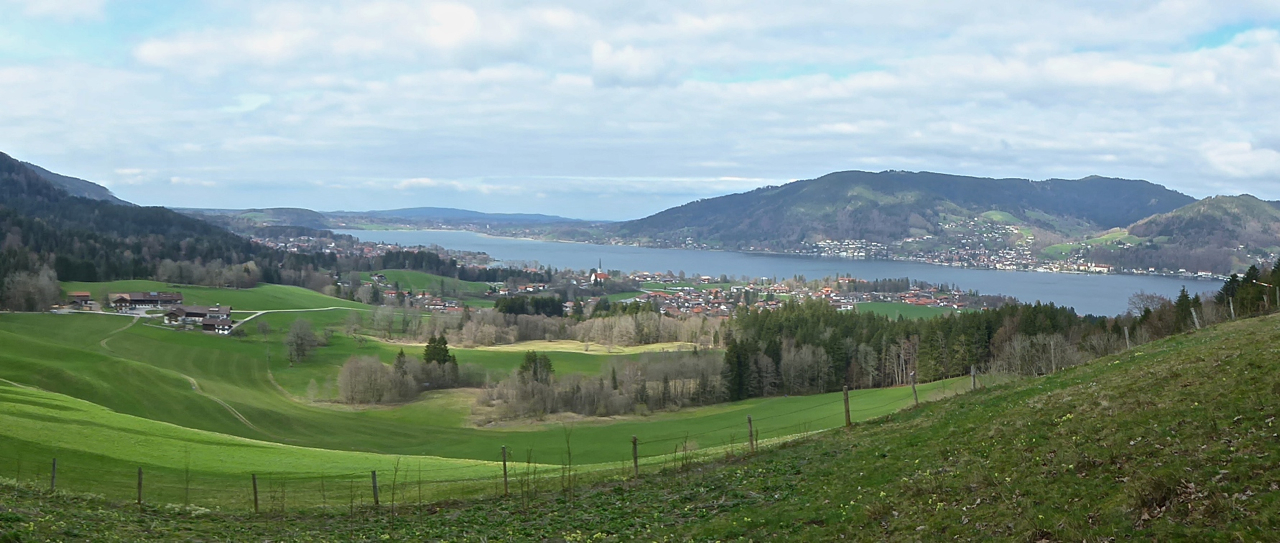
Bad Wiessee

### Lage
Die Gemeinde liegt auf einer Höhe von 735 bis 1595 m ü. NHN am Westufer des Tegernsees am Nordrand der Bayerischen Alpen. Die Städte Bad Tölz, Holzkirchen und Miesbach liegen 15 bis 20 Kilometer entfernt, die Landeshauptstadt München rund 50 Kilometer. Der nächstgelegene Bahnhof befindet sich in Gmund am Tegernsee.

### Gemeindegliederung

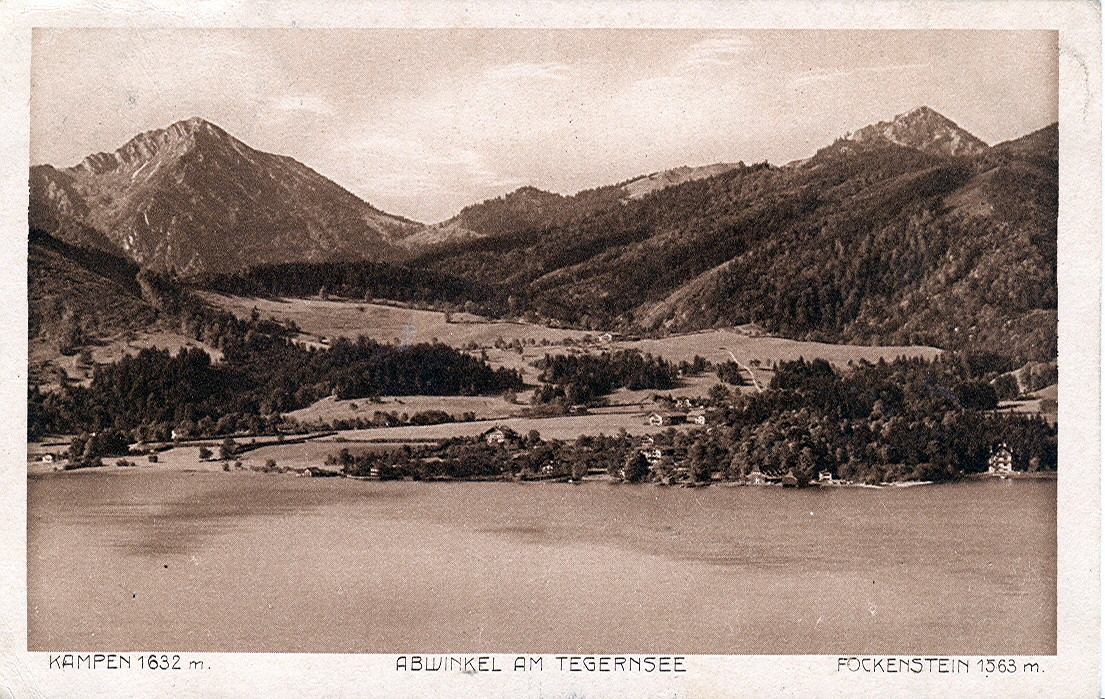
Historische Postkarte des Gemeindeteils Abwinkl (um 1914)

Es gibt acht Gemeindeteile (in Klammern ist der Siedlungstyp angegeben):
- Abwinkl
- Bad Wiessee (Pfarrdorf)
- Bauer in der Au (Einöde)
- Buch (Weiler)
- Grundner (Einöde)
- Holz (Dorf)
- Rohbogen (Weiler)
- Winner (Einöde)

Es gibt nur die Gemarkung Bad Wiessee.

### Nachbargemeinden
Der Ort grenzt im Westen an die im Landkreis Bad Tölz-Wolfratshausen gelegenen Nachbargemeinden Gaißach und Lenggries. Ein zusammenhängendes Waldgebiet und eine Bergkette vom Luckenkopf über den Sattelkopf zum Fockenstein und Ochsenkamp grenzen die Gemeinden voneinander ab. Es gibt Wander- und Fahrradwege aber keine direkte Straßenverbindung zwischen den Gemeinden. Die Nachbargemeinde Waakirchen grenzt im Norden an Bad Wiessee. Auf dem kurzen Abschnitt der Gemeindegrenze zu Waakirchen liegen die Berge Luckenkopf, Kogelkopf und der Streitmöser. Die nördliche Gemeindegrenze zu Gmund verläuft über die Holzeralm, den Dürnbach entlang bis zur Hainzenhöhe und endet an der Bayersäg im Gemeindeteil Holz an der B 318. Zur Stadt Tegernsee im Osten und der Gemeinde Rottach-Egern im Südosten gelegen besteht eine Schifffahrtsverbindung über den Tegernsee. Im Süden grenzt Bad Wiessee an den Gemeindeteil Ringsee der Gemeinde Kreuth.

### Gewässer
Drei der sechs größeren Zuflüsse des Tegernsees münden in Bad Wiessee. Der nördlichste ist der Breitenbach, der seine Quelle am Breitenberg hat, kurz unterhalb des Huders auf 1200 m ü. NHN.

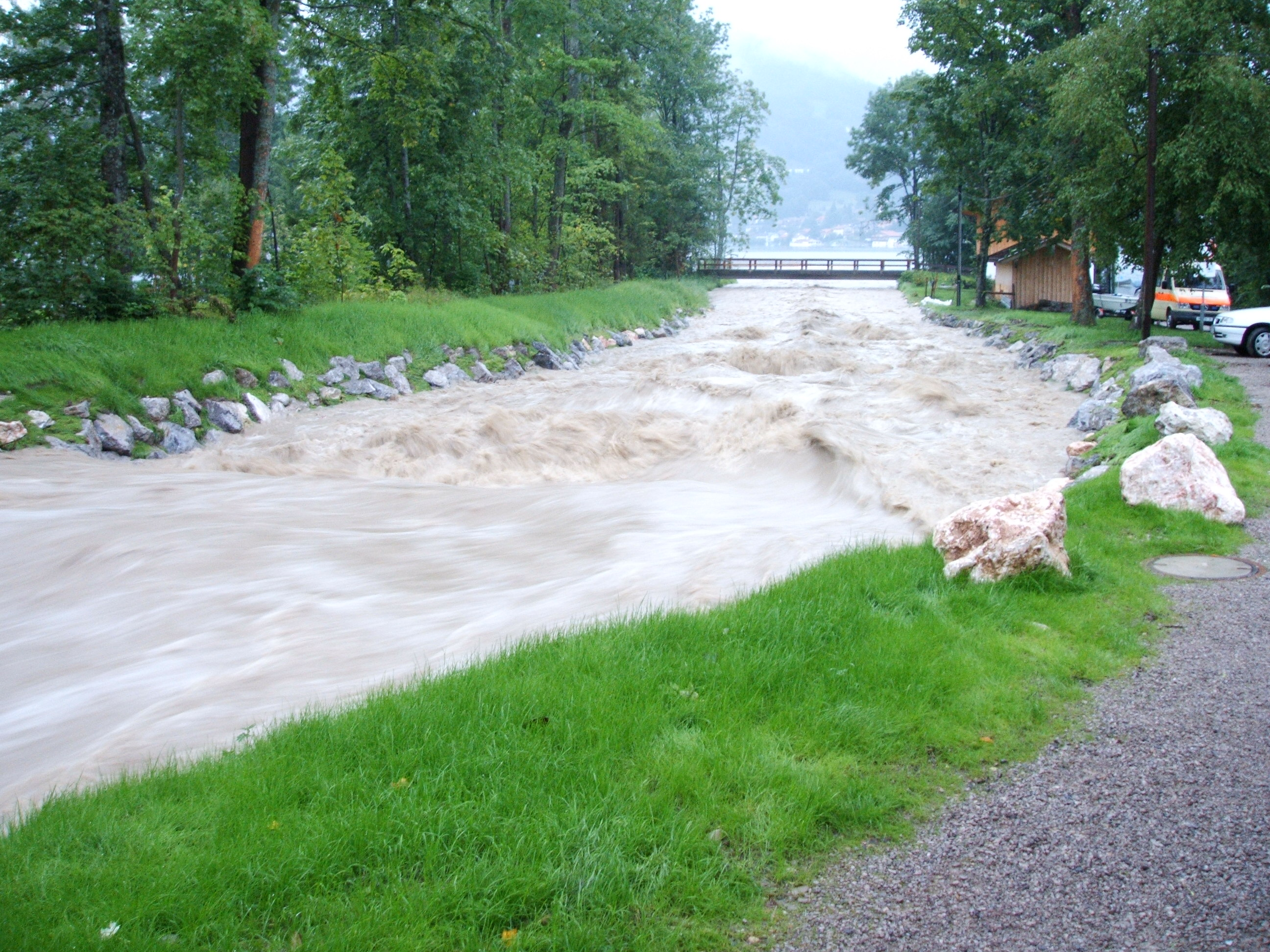
Der Söllbach bei Hochwasser am 23. August 2005, Abflussmenge etwa 29 Kubikmeter pro Sekunde

Der Söllbach entspringt als Gurnbach unterhalb des Seekarkreuz auf dem Gemeindegebiet von Lenggries. Er fließt im Söllbachtal entlang der Scheibenaualm, der Söllbachaualm und der Alm Bauer in der Au. Anschließend durchquert er den Gemeindeteil Buch und mündet bei Abwinkl in den Tegernsee. Er entwässert das Gebiet nördlich des Hirschberges und östlich des Fockensteins. Die normale Abflussmenge des Söllbachs liegt bei rund einem Kubikmeter pro Sekunde. Sie stieg während des Alpenhochwassers 2005 im Mündungsgebiet auf etwa 29 Kubikmeter pro Sekunde. An der Mündung im Gemeindeteil Abwinkl steht eine Fischbrutanstalt des Landesfischereiverbands Oberbayern und ein öffentlich zugängliches Großaquarium mit einheimischen Fischen des Tegernsees.
Der Zeiselbach hat seine Quelle unterhalb der Aueralm. Er entwässert das Gebiet nördlich des Söllbergs und hat eine durchschnittliche Abflussmenge von 0,2 Kubikmetern pro Sekunde. Er fließt vorbei an der Wachselmoosalm, dem Semmelberg und dem Sonnenbichl. Nach der Durchquerung des Gemeindeteils Prinzenruhe kreuzt er in der Ortsmitte die Bundesstraße 318 und mündet östlich vom Dourdanplatz in den Tegernsee. Trotz der Hochwasserschutzmaßnahmen kam es am 13. Juni 2014 nach starken nächtlichen Regenfällen durch eine Verklausung an der Brücke beim Rathaus zu einer Überflutung des gesamten Ortskerns und der Bundesstraße. Die Abflussmenge des Zeiselbachs stieg kurzzeitig auf 9,58 Kubikmeter pro Sekunde.
Auf dem Gemeindegebiet verlaufen weitere kleine Bäche wie der Weidenbach, der Filzgraben, der Deierlgraben, der Mühlbach, der Heissenbach und der Hölzlgraben.

### Berge
Auf dem Gemeindegebiet befinden sich folgende Berge:
| - Ochsenkamp, 1595 m ü. NHN - Fockenstein, 1564 m ü. NHN - Neuhütteneck, 1408 m ü. NHN - Sattelkopf, 1384 m ü. NHN - Huder, 1382 m ü. NHN - Bettsteineck, 1370 m ü. NHN - Luckenkopf, 1369 m ü. NHN - Kotlahnerkopf, 1344 m ü. NHN - Spitzeck, 1339 m ü. NHN - Kogelkopf, 1324 m ü. NHN | - Kleiner Sattelkopf, 1297 m ü. NHN - Brauneck, 1289 m ü. NHN - Luchseck, 1278 m ü. NHN - Buchetskogel, 1236 m ü. NHN - Hirschtalsattel, 1227 m ü. NHN - Herrenbergeck, 1213 m ü. NHN - Breitenberg, 1200 m ü. NHN - Windberg, 1188 m ü. NHN - Streitmöser, 1172 m ü. NHN | - Wachselmooseck, 1135 m ü. NHN - Auereck, 1113 m ü. NHN - Zwergelberg, 1113 m ü. NHN - Auerhütteneck, 1100 m ü. NHN - Söllberg, 1100 m ü. NHN - Semmelberg, 1097 m ü. NHN - Stinkereck, 1098 m ü. NHN - Sillberg, 928 m ü. NHN - Hainzenhöhe, 832 m ü. NHN |

### Almen

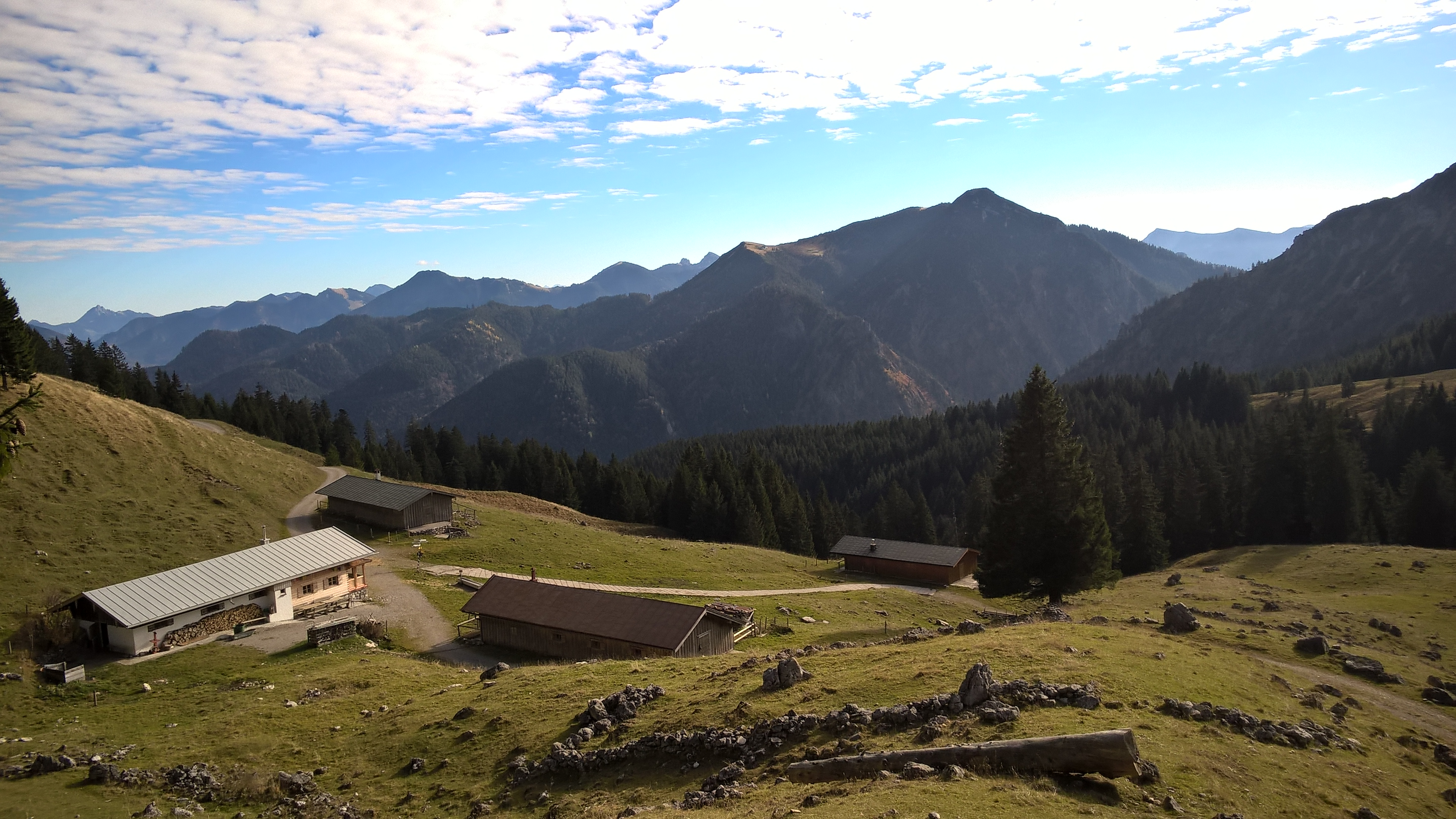
Die Neuhüttenalm im Sattel zwischen den Bergen Fockenstein und Neuhütteneck

Auf dem Gemeindegebiet befinden sich folgende Almen:
- Neuhüttenalm, 1329 m ü. NHN
- Auer Alm, 1271 m ü. NHN
- Baumgartenalm, 1256 m ü. NHN
- Wachselmoosalm, 1185 m ü. NHN
- Winneralm, 1051 m ü. NHN
- Scheibenaualm, 938 m ü. NHN
- Söllbachaualm, 927 m ü. NHN
- Bauer in der Au, 904 m ü. NHN
- Finneralm, 830 m ü. NHN

### Geologie
Der Untergrund ist aufgrund seiner Lage stark heterogen. Im Gegensatz zum Ostufer des Tegernsees mit seinen direkt ansteigenden Bergen, liegt das Dorf auf einem breiten Landstreifen am Westufer. Dieser Landstreifen wurde durch ausgedehnte Schuttkegel der Gebirgsbäche gebildet, die als schildförmige Erhebungen erkennbar sind.
Das Gebiet vom Gemeindeteil Rohbogen bis Holz setzt sich überwiegend aus eiszeitlichen Moränenablagerungen des Tegernsee-Gletschers zusammen. Diese typischen Merkmale einer Gletscherbedeckung mit Gletscherboden und mit Resten einer Grundmoräne formen auch am Sonnenbichl und am ehemaligen Skihang Prinzenruh den Boden. Dagegen wurde der lockere Kiesboden in den Gemeindeteilen Alt-Wiessee und Abwinkl überwiegend durch mitgeführte Ablagerungen des Söllbachs gebildet, der hier in den Tegernsee mündet. Das Söllbachtal wurde früher durch die Ufermoräne des Tegernsee-Gletschers, dem heutigen Sillberg, verriegelt. Der so aufgestaute Söllbach, früher Sillbach genannt, lagerte eine etwa hundert Meter mächtige Schotterschicht ab, die eine inmitten der Berge liegende Verebnung bildet. Diese hochgelegene Schotterebene reicht bis zur Einmündung des Scheibengrabens. Die Alm Bauer in der Au, ein früheres Ausflugsziel, liegt inmitten dieser Hochebene. Durch sein starkes Gefälle und die rasche Fließgeschwindigkeit führte der Söllbach früher eine beträchtliche Menge Kies mit sich. Die Kiesablagerungen wurden im Laufe der Zeit bereits so weit in den Tegernsee vorgeschoben, dass der See an der Mündung des Söllbachs eine starke Einengung auf etwa eineinhalb Kilometer erfuhr.

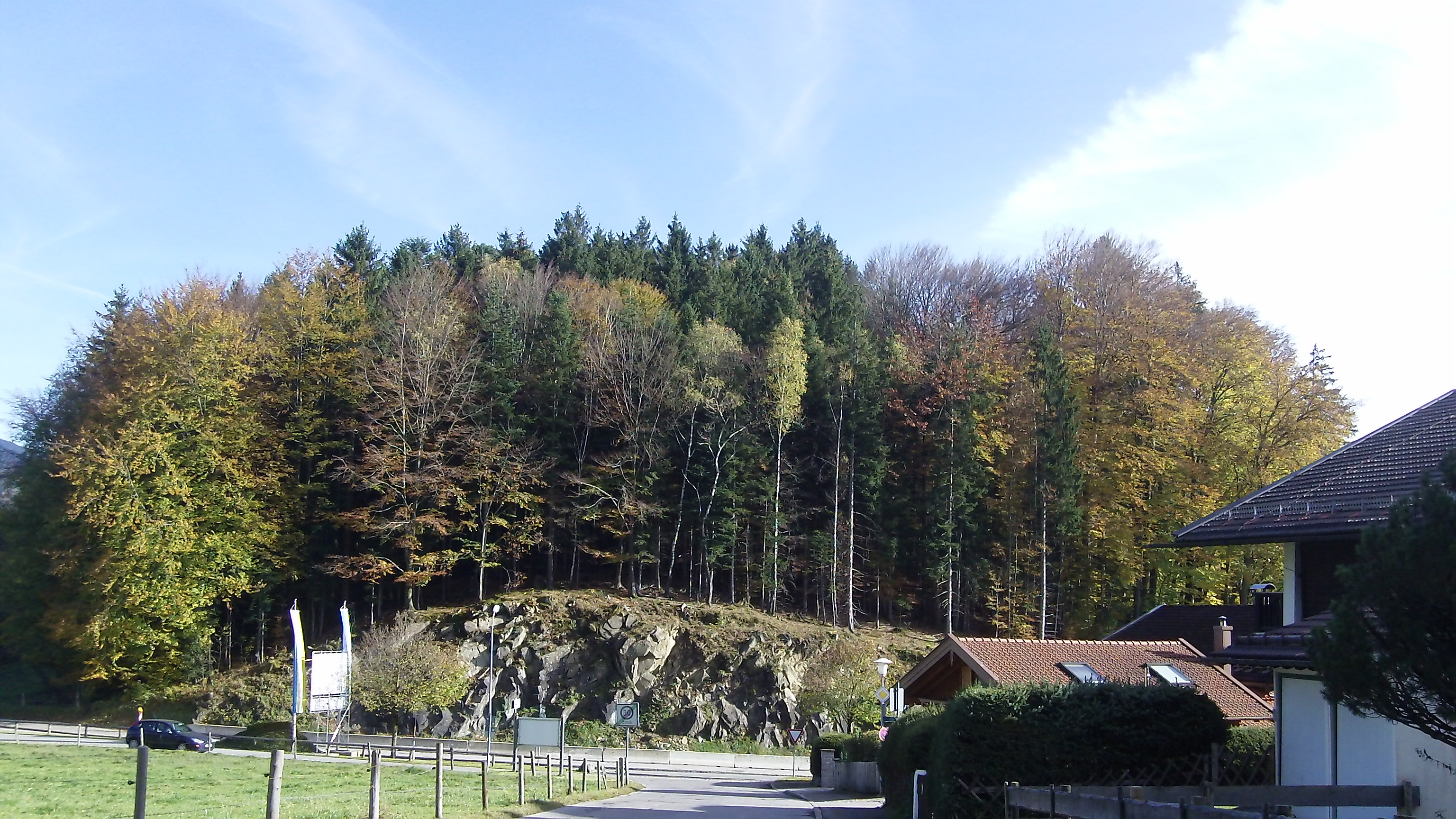
Sichtbares Flyschgestein am Franzosenhügel

Gut sichtbar am Franzosenhügel, dem nördlichen Ortseingang Bad Wiessees, und ebenso am Wasserpointhügel findet sich das für Faltengebirge typische Flyschgestein. Diese Gesteinsart ist eine der ältesten Bodenformationen in Bad Wiessee. Sie stammt aus der Kreidezeit. Vor dem Bau der Kirche Maria Himmelfahrt im Jahre 1926 existierte am Wasserpointhügel ein Steinbruch, da aus dem geschichteten und geklüfteten Flysch einfach Bausteine gebrochen werden konnten.
Zwischen dem Zeiselbach, dem Breitenbach und dem Semmelberg entstand im Laufe der Zeit Moorgrund über einer Schicht aus Seeton. Als 1948 mit dem Bau einer neuen Siedlung „In den Filzn“ begonnen wurde, zeigte sich, dass das Moor etwa fünf Meter mächtig war. Es befand sich über einer mehrere Meter dicken Seetonschicht, die in einem abgetrennten Nebenbecken des Tegernsees entstand. Dieses Becken befindet sich hinter einem Hügelkamm, der sich vom Kirschbaumhügel bis zum Freihauswinkl erstreckt. Teile dieses Hochmoores sind erhalten geblieben und finden sich im Zentrum der Gemeinde unmittelbar hinter der Wandelhalle des im Jahr 2018 abgerissenen Jod-Schwefelbades.

## Natur

### Naturschutz
Bad Wiessee liegt innerhalb des etwa 9273 Hektar umfassenden Landschaftsschutzgebietes Schutz des Tegernsees und Umgebung, welches im Jahr 1956 ausgewiesen wurde.

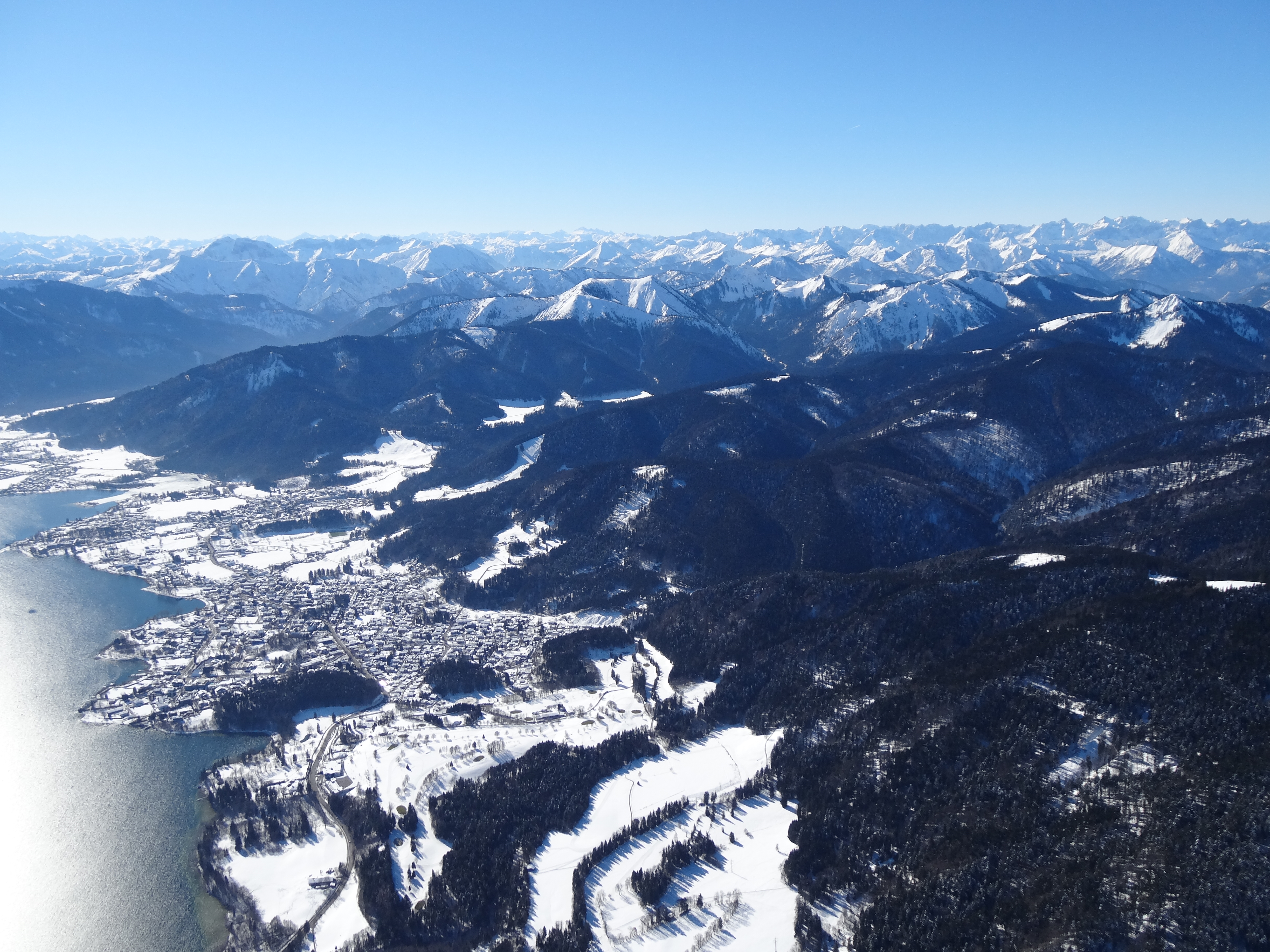
Luftbild Flyschberge bei Bad Wiessee

Die Flyschberge bei Bad Wiessee mit einer Fläche von etwa 955 Hektar und einer Höhenlage von etwa 1128 m ü. NHN wurden als Gebiet von gemeinschaftlicher Bedeutung in das Natura-2000-Netz der Europäischen Union aufgenommen. Innerhalb dieses Naturraums der schwäbisch-oberbayerischen Voralpen liegen bodensaure Buchenwälder, tannenreiche Bergmischwälder sowie Kar-Niedermoor-Bildungen am Rand des Mangfallgebirges. Die naturschutzfachliche Bedeutung des Naturraums ist die des größten und repräsentativsten Vorkommens des Hainsimsen-Buchenwaldes in den gesamten Bayerischen Alpen. Die Wald-Hainsimse ist ein Binsengewächs, welches feuchte Wiesen, mäßig schattige Wälder, vor allem saure Buchenwälder bevorzugt.

### Umweltprobleme
Bad Wiessee ist Mitglied im Zweckverband zur Abwasserbeseitigung am Tegernsee. Der Zweckverband wurde 1956 gegründet, um die Ringkanalisation um den Tegernsee zu bauen und die Badequalität und Ökologie des Tegernsees zu erhalten. Der See war in den 1950er Jahren durch Abwässer stark belastet und es drohte eine ökologische Katastrophe.

## Geschichte

### Ortsname
Der Name Wiessee geht zurück auf die erstmalige Nennung des Ortes Wesses um 1017 im Urbar des Klosters Tegernsee und bedeutet, dass es sich um eine Siedlung westlich des Sees handelt. „Wesses“ ist die letzte Stufe der Entwicklung des Namens, der vom 14. bis 17. Jahrhundert „Wesse“ lautete. Der Buchstabe „t“ aus Westsee war bereits abgeschliffen und verschwunden. Auch das „s“ am Ende des Namens, der Genitiv-Form „Westen des Sees“ verschwand mit der Zeit. In den traditionellen Urkunden des Klosters Tegernsee von 1155 bis 1242 ist die Form des Ortsnamens noch unstet. Der hier erwähnte erste „Hof von Westsee“ kann als Ursiedlung von Bad Wiessee und als sein Namensgeber angesehen werden.

### Chronik
Erste Hinweise auf eine Siedlung am Westufer des Tegernsees stammen aus dem 10. Jahrhundert. Als das Kloster Tegernsee 978 nach den Ungarneinfällen als Reichsabtei neu eröffnet wurde, entstanden auch Werkstätten, in denen Kunsthandwerk betrieben wurde. Aus der Glashütte des Klosters sind fünf Glasfenster des Augsburger Doms erhalten. Die Glashütte lag laut einer Chronik „in der Au, jenseits des Sees“. 1017 ist im Urbar des Klosters erstmals eine Landwirtschaft auf dem Westufer erwähnt. 1155 wird ein Dietpold von Westensee als Zeuge in einer Klosterurkunde genannt.
Spätmittelalter

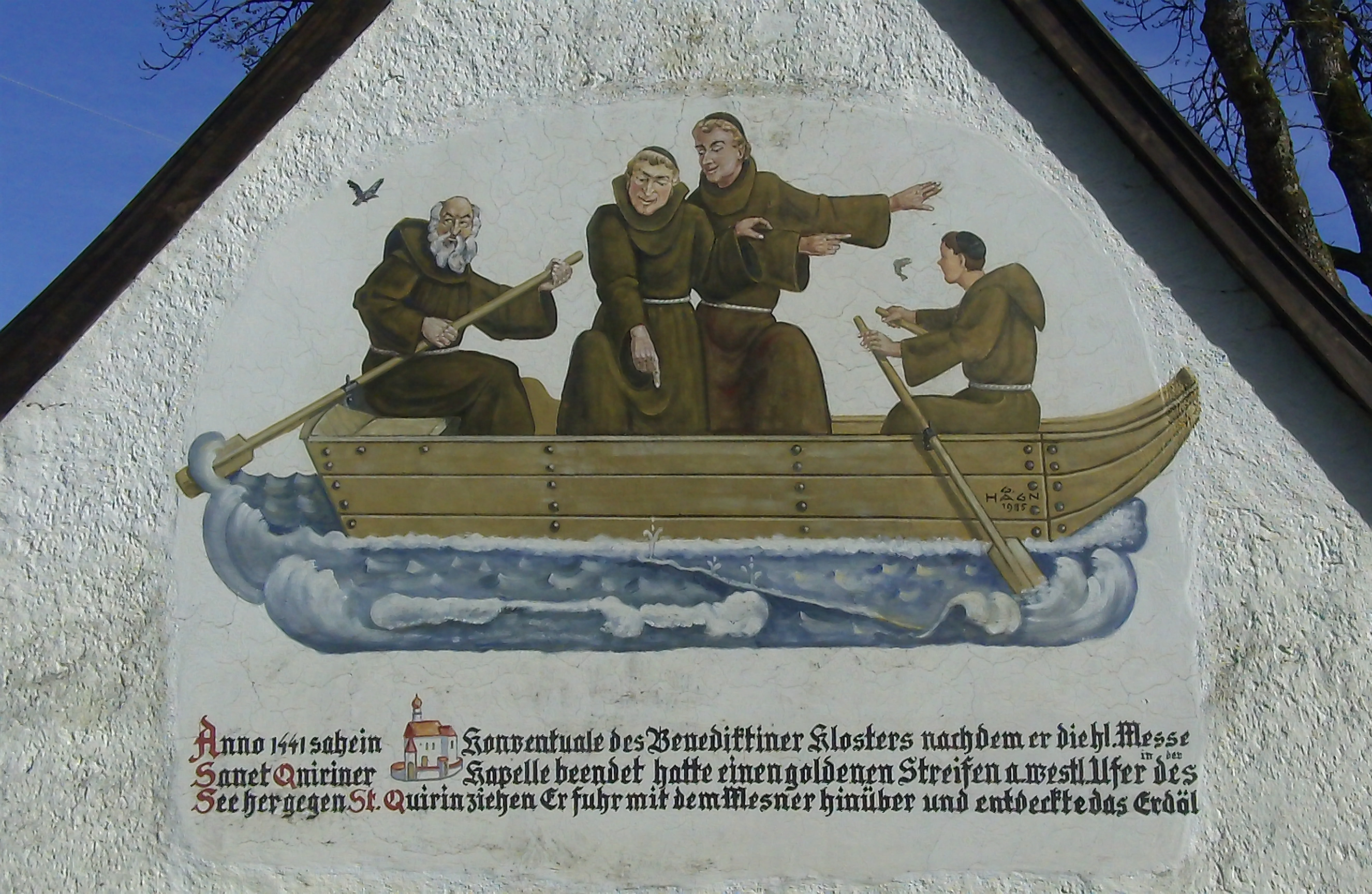
Inschrift Quirinskapelle
weitere Bilder

Der Legende nach entdeckte ein Mönch im Jahr 1441 in St. Quirin am Ostufer des Tegernsees einen goldgelben Streifen im See, der von einer Stelle am Westufer kam, über der es eine natürliche Ölquelle (Petroleum) gab. Tatsächlich dürfte die inzwischen längst versiegte Quelle, deren Lage heute noch an einer denkmalgeschützten Kapelle auf dem Golfplatz von Bad Wiessee erkenntlich ist, seit ewigen Zeiten bestanden haben. Nach einer Gedenktafel im Inneren der Kapelle wurde die Quelle 1430 erstmals gefasst. Nachdem dem Steinöl vom Tegernsee therapeutische Eigenschaften (z. B. zum Einreiben) zugeschrieben worden waren, erlangte es als St.-Quirin-Öl bald große Beliebtheit und zog Pilger an den See.
1471 ließ das Kloster drei Fischweiher im Gebiet des heutigen Wiessees anlegen. Im Salbuch von 1480 wird Wiessee erstmals als Dorf fassbar. Der Dorfkern lag auf einer Anhöhe des Schwemmkegels südlich des Zeiselbachs, dem heutigen Gemeindeteil Alt-Wiessee. Drei Höfe sind nachgewiesen, dazu kamen mehrere unselbständige Häuser. Der älteste erhaltene Bau ist der Sperrhof, der dendrochronologisch auf 1587–89 datiert ist, über der Tür ist die Jahreszahl 1594 eingeschnitzt.
Neuzeit
Um diesen Ortskern entwickelte sich der Ort langsam bis Ende des 19. Jahrhunderts. Abseits des Dorfkerns lag zunächst nur ein Hof am Hang zwischen Zeisel- und Breitenbach. Erst in der zweiten Hälfte des 19. Jahrhunderts wurden weitere Höfe nördlich des Zeiselbachs errichtet; insbesondere zogen zwei Familien dorthin, deren Höfe im alten Ortskern abbrannten.
Abwinkl im Süden am Söllbach und Holz im Norden entstanden als Siedlungen vermutlich etwa gleichzeitig mit Wiessee, zu Abwinkl werden die Höfe in Buch und der Bauer in der Au gerechnet, die ebenfalls 1480 aufgeführt wurden. Die Streusiedlung Holz wurde bereits 1291 urkundlich erwähnt. Nach der Säkularisation des Klosters 1803 wurde Wiessee 1804 als politische Gemeinde konstituiert; 1808 wurden Abwinkl und Holz der Gemeinde Wiessee zugeschlagen.
Nach der Aufhebung des Klosters spielte das Tegernsee Tal zunächst keine große Rolle mehr. Dies änderte sich, als König Maximilian I. im Jahr 1817 das ehemalige Kloster kaufte und zu seinem Sommerschloss ausbauen ließ. Er ließ die Region erschließen und ab 1820 die erste Straße um den See anlegen, durch die Wiessee erstmals im Süden mit Tegernsee verbunden wurde.
Entdeckung der Jod-Schwefelquelle

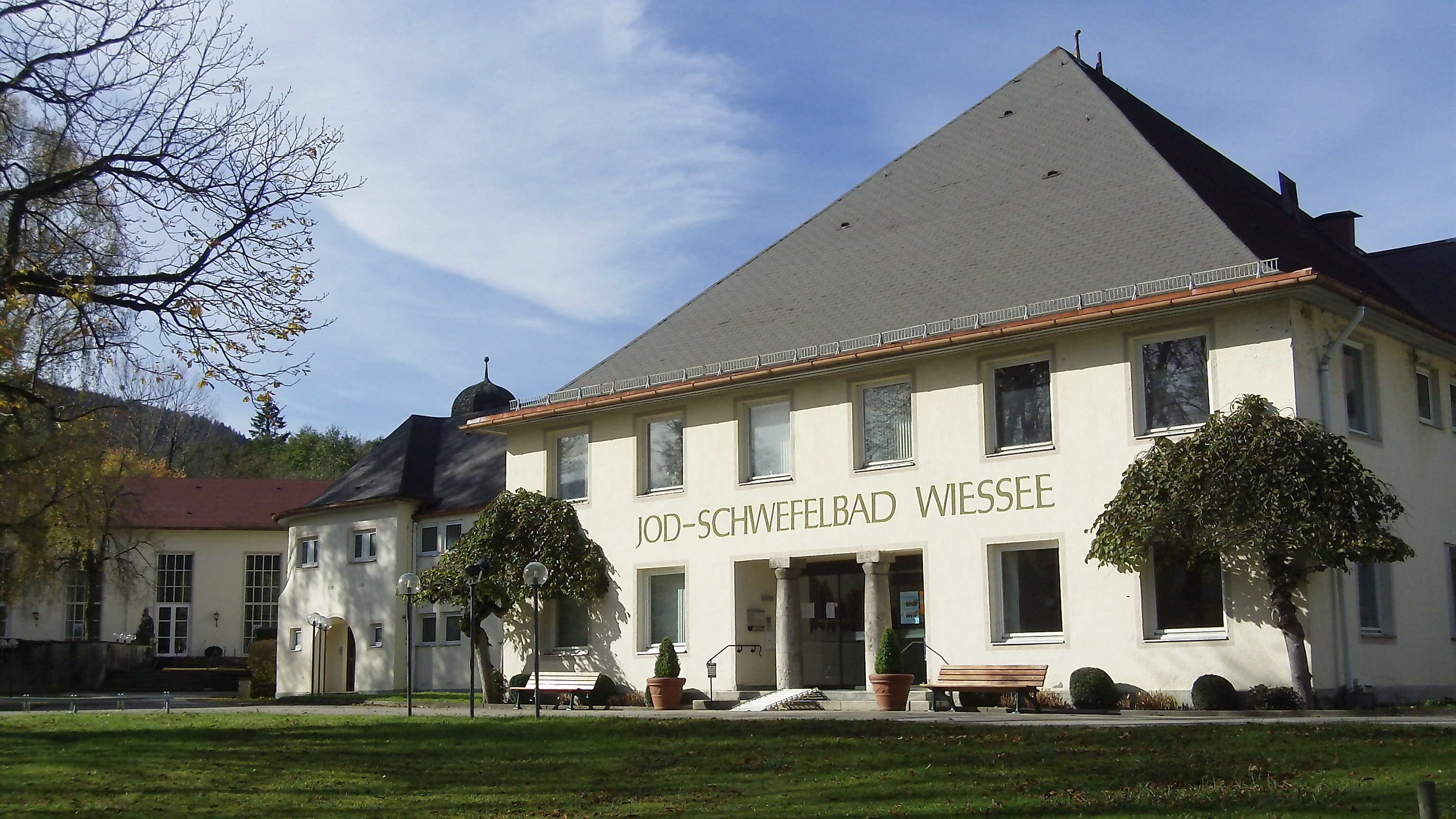
Iod-Schwefelbad mit Wandelhalle, 2014
weitere Bilder

Angeregt durch die bereits weit verbreitete technische Verwendung von Erdöl ab Ende des 19. Jahrhunderts, versuchte die niederländische Gesellschaft Dordtsche Petroleum Maatschappij ab 1904, in größeren Tiefen reiche Erdölvorkommen zu entdecken, die in etwa 500 Metern Tiefe angetroffen wurde. Es folgte 1907 die Gründung der Ersten bayerischen Petroleum Gesellschaft mbH und die Durchführung von weiteren elf Erdölbohrungen in Bad Wiessee. Nur drei der Bohrungen stießen auf Öl. Bis 1912 war die Fördermenge so weit abgesunken, dass die Ölförderung eingestellt wurde. Am 27. Mai 1909 stieß der Niederländer Adriaan Stoop bei Bohrarbeiten an Bohrloch III in einer Tiefe von 692 Metern jedoch auf ein ergiebiges Thermalwasservorkommen. Die intermittierende Quelle hatte einen Auswurf von etwa 1600 Litern pro Minute und eine Temperatur von 21 Grad Celsius. Da sich auch bei einer Vertiefung der Bohrung auf 714 Metern kein Erdöl zeigte, wurde der Schacht am 18. September 1909 geschlossen. Spätere chemische Untersuchungen ergaben, dass es sich um die stärkste Iod-Schwefel-Thermalquelle Deutschlands handelte.

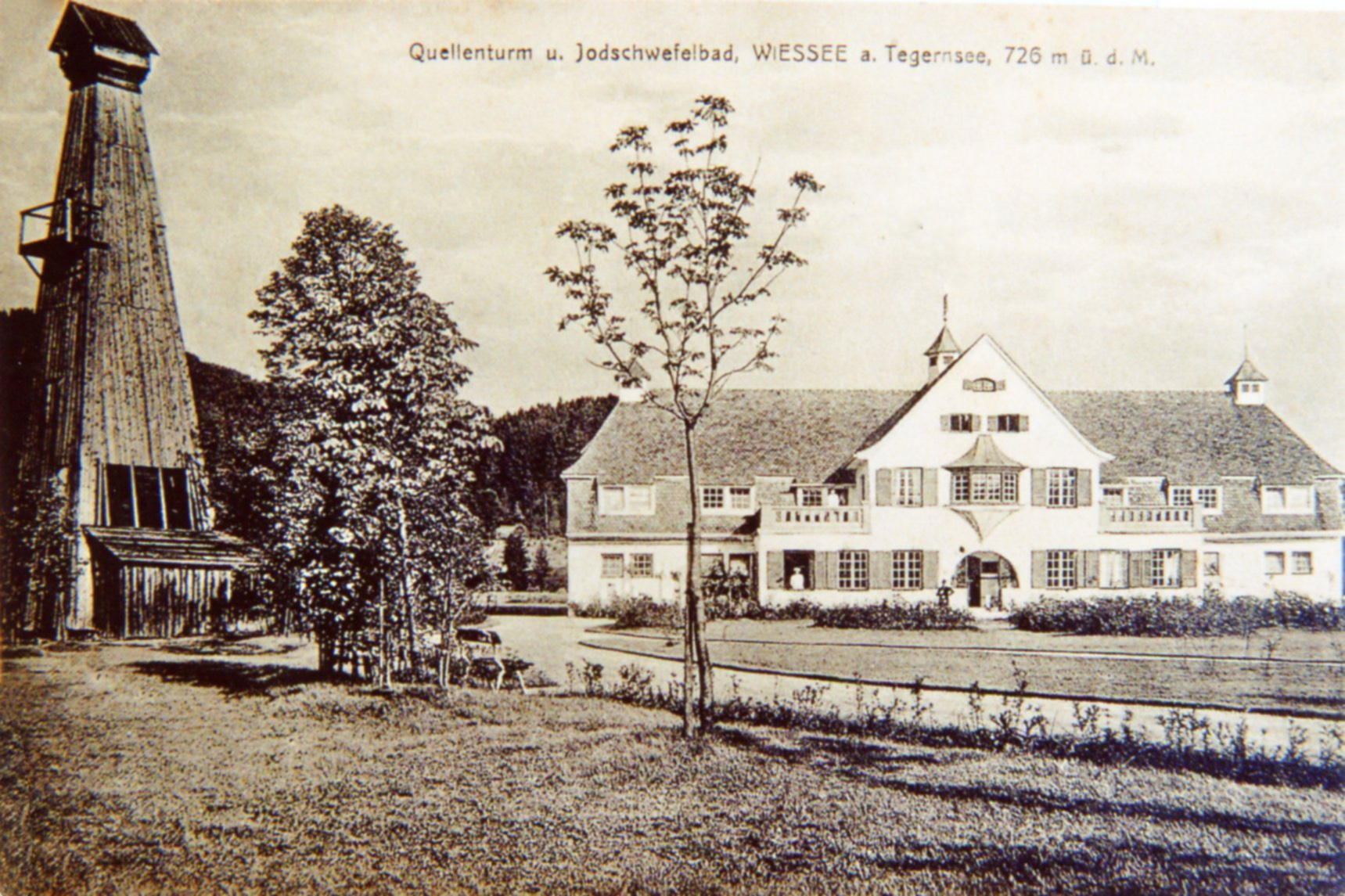
Erstes Badehaus mit Bohrturm III, 1912

Erst im folgenden Jahr erkannte der Wiesseer Arzt Erwin von Dessauer (1861–1938) nach der balneologischen Auswertung der Quelle ihre Bedeutung. Auf seine Anregung hin wurden am 22. Juli 1910 die ersten Wiesseer Quellenbäder in zwei hölzernen Badezubern verabreicht. Bereits 1911 stieg die Zahl der verabreichten Bäder auf etwa 2000 im Jahr an. Dem folgte der Bau des ersten Badehauses mit 12 Kabinen durch Adriaan Stoop im Jahr 1912, nachdem dieser die Erdölsuche in Bad Wiessee aufgegeben hatte. Die Quelle wurde 1914 benannt nach König Ludwig III. und die Petroleumgesellschaft änderte ihren Namen in Jod-Schwefelbad Wiessee GmbH unter der Direktion von André Simon Driessen (1880–1956). Damit war die Grundlage des Aufstiegs zum Heilbad geschaffen. Am 30. Juni 1922 erhielt Wiessee das Prädikat „Bad“ verliehen und Adriaan Stoop wurde zum Ehrenbürger von Bad Wiessee ernannt. Im Jahr 1930 erfolgte eine weitere Bohrung zur Aufschließung der Königin Wilhelmina-Quelle und 1978 die Bohrung und Erschließung der Adrianus-Quelle.
Nationalsozialismus

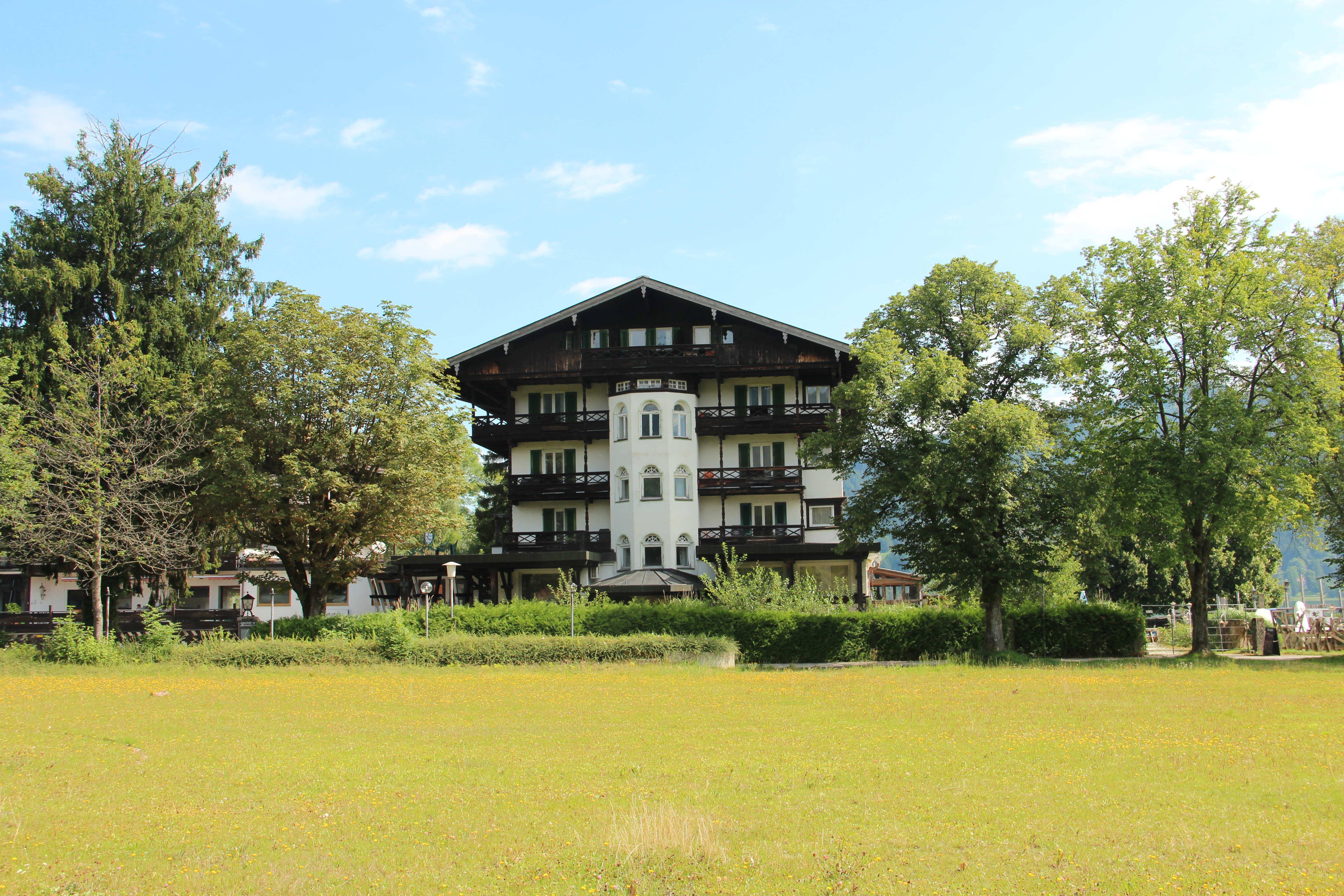
Hotel Lederer am See (ehemals Kurheim Hanselbauer) in Bad Wiessee (abgerissen 2018/19)

Beim sogenannten Röhm-Putsch 1934 hatte sich die SA-Führung auf telefonische Anordnung Hitlers in Bad Wiessee getroffen. In der Pension Hanselbauer wurden Ernst Röhm und seine SA-Führer in Anwesenheit Hitlers von der SS verhaftet und einige von ihnen noch am gleichen Tag erschossen. Gegen Kriegsende wurden in Bad Wiessee und dem ganzen Tegernseer Tal wegen der Kureinrichtungen und der touristischen Infrastruktur Lazarette für mehrere zehntausend Verwundete eingerichtet. Beim Anmarsch der US-Truppen übergaben nach Vermittlung des Schweizer Vizekonsuls Paul Frei (1905–1991) deutsche Soldaten der 17. SS-Panzergrenadier-Division „Götz von Berlichingen“ Ort und Tal mit Rücksicht auf die Verletzten kampflos und zogen sich nach Süden und Südwesten zurück.
Der von Hitler wegen einer Mesalliance 1938 zum Rücktritt gezwungene Reichskriegsminister, Feldmarschall Werner von Blomberg, lebte während des Krieges mit seiner Frau Erna (genannt auch Eva oder Margarethe) Gruhn zurückgezogen in einem Berghaus bei Bad Wiessee, wo er 1945 von den Amerikanern verhaftet wurde.
Gegenwart
Am 8. September 2012 war die Gemeinde Veranstalter eines Musikfestivals, das auf dem ehemaligen Spielbank-Areal stattfand und Veranstaltungsteil des Bayern-3-Dorffestes war. Auf dem ganztägigen Festival traten die Musikgruppen die Bayern-3-Band, die Gruppe Donikkl und die Weißwürschtl, die Pop-Rockband Stereolove, die Band Dick Brave and The Backbeats und der Musiker Stefan Dettl auf. Das Musikfestival fand in den Medien überregionales Interesse und wurde von etwa 20.000 Menschen besucht. Die Konzertbühne inklusive Technik, Licht- und Tonanlage wurde von dem Hörfunksender Bayern 3 zur Verfügung gestellt. Zum Zweck der Organisation und Koordination der etwa 400 ehrenamtlichen Helfer wurde der Verein Mia gengan steil e. V. vom Geschäftsführer der Gemeinde gegründet. Während der Veranstaltung wurden 44 Menschen verletzt, sieben Verletzte wurden ins Kreiskrankenhaus Agatharied eingeliefert.

### Einwohnerentwicklung

Bevölkerungsentwicklung Bad Wiessee, 1840–2018

Der Ort hatte am 31. Dezember 2023 insgesamt 4838 Einwohner was etwa fünf Prozent der Bevölkerung des Landkreises Miesbach entspricht. Mitte des 19. Jahrhunderts war Bad Wiessee mit etwa 300 Einwohnern nur spärlich bevölkert. Dies änderte sich Anfang des 20. Jahrhunderts als der Ort etwa 600 Einwohner zählte und sich nach der Entdeckung der Jod-Schwefel-Thermalquelle in den 1920er Jahren zu einem bekannten Kurort entwickelte. Bis 1950 vervierfachte sich die Bevölkerung in etwa, stieg dann sprunghaft auf etwa 4.300 Einwohner an. Dieser Trend hielt jedoch nicht an, bis auf die geburtenstarken Jahrgänge der 1960er Jahre und den darauf folgenden Pillenknick verlief der Einwohnerzuwachs moderat. Zwischen 1988 und 2018 wuchs die Gemeinde von 4.266 auf 5.022 um 756 Einwohner bzw. um 17,7 %.

## Politik

### Gemeinderat
Der Gemeinderat von Bad Wiessee besteht seit 2020 aus 20 Gemeinderatsmitgliedern und dem Ersten Bürgermeister als Vorsitzenden. Bei der Gemeinderatswahl am 15. März 2020 gaben 54,79 Prozent der 4262 stimmberechtigten Wähler ihre Stimme ab. Die folgende Tabelle zeigt die Sitzverteilung im Gemeinderat seit 2002:
| Wahl                                                               | CSU | SPD | FWG | Grüne | Bürgerliste Bad Wiessee | ranBW | Gesamt   | Wahl-beteiligung |
| ------------------------------------------------------------------ | --- | --- | --- | ----- | ----------------------- | ----- | -------- | ---------------- |
| 2020                                                               | 9   | 4   | 3   | 3     | 1                       | –     | 20 Sitze | 54,8 %           |
| 2014                                                               | 5   | 3   | 5   | –     | –                       | 3     | 16 Sitze | 51,2 %           |
| 2008                                                               | 8   | 3   | 5   | –     | –                       | –     | 16 Sitze | 62,1 %           |
| 2002                                                               | 6   | 4   | 6   | –     | –                       | –     | 16 Sitze | 60,9 %           |
| Prozentanteile gerundet, ranBW ist die Bürgerliste RAN Bad Wiessee |     |     |     |       |                         |       |          |                  |

### Bürgermeister
Am 29. März 2020 setzte sich Robert Kühn (SPD) in einer Stichwahl um das Bürgermeisteramt mit 50,35 Prozent der Stimmen gegen Florian Sareiter (CSU) durch. Die Wahlbeteiligung der Stichwahl lag bei 63,36 Prozent. Vertreten wird Robert Kühn durch die zweite Bürgermeisterin Birgit Trinkl (FWG) und Rolf Neresheimer (BBW) als dritten Bürgermeister.
Bei der Bürgermeisterwahl am 16. März 2014 wurde Peter Höß aus der Wählergruppe Freie Wählergemeinschaft/Wiesseer Block mit 57,2 Prozent der Stimmen erneut zum Ersten Bürgermeister gewählt. Sein Gegenkandidat Rolf Neresheimer aus der kurzfristig im Januar 2014 gegründeten Bürgerliste ranBW erhielt unerwartet 42,8 Prozent der Stimmen. Bei der Auszählung des Wahlergebnisses kam es zu einem gravierenden Fehler, da die Wahlleitung die Stimmen eines Wahlbezirkes irrtümlich dem jeweils anderen Kandidaten zuordnete. Dadurch wurde das Wahlergebnis zu Ungunsten von Neresheimer um etwa 4 Prozent verfälscht.

### Gemeindefinanzen

Schuldenentwicklung 1978–2017

Der Neubau der Spielbank im Gemeindeteil Winner sowie der Kauf des Jod-Schwefelbad-Areals durch die Gemeinde belasten die Gemeindekasse, so dass Bad Wiessee mit 29,6 Millionen Euro im Jahr 2014 (31,6 Millionen im Jahr 2013) zu den hoch verschuldeten Gemeinden in Bayern zählt. Dem steht erhebliches Sachvermögen in Form von 184 Gemeindewohnungen und eine Rücklage von 6,7 Millionen Euro im Jahr 2014 gegenüber. Die Gemeinde reduzierte die Schuldenlast in der Vergangenheit durch den Verkauf von Grundstücken. Durch die Rücklagen im Jahre 2014 konnte die Gemeinde ein für die Unterbringung von Asylsuchenden notwendiges Gebäude erwerben. Die Zukunft der Gemeinde soll stark vom Wiederaufleben der Kurangebote und der Neugestaltung des Kurviertels mit einem medizinischen Zentrum und einem Hotel ausgehen. Der Ankauf des Jod-Schwefelbad-Areals im Jahre 2011 durch die Gemeinde bildete hierfür die Grundlage.

### Wappen
In der Verleihung des Wappens durch das Staatsministerium des Innern im Jahre 1951 lautet die Blasonierung:
„In Blau über zwei silbernen Wellenbalken eine von zwei goldenen Händen emporgehobene goldene Schale, im Schildfuß ein goldener Dreiberg“
Das Gemeindewappen versinnbildlicht die Berge, dargestellt im unteren Teil durch den Dreiberg, die Lage am Tegernsee, dargestellt durch die zwei silbernen Wellenbalken und die Heilquelle, dargestellt durch die von zwei goldenen Händen getragene goldene Schale, die bereits vor der Wappenverleihung das Sinnbild der Kurverwaltung Bad Wiessee war. Die Tingierung beinhaltet die Farben Silber, Blau und Gold des Klosters Tegernsee und die Farben der Elemente des Familienwappens der Wittelsbacher.

### Partnerschaft
Bad Wiessee unterhält eine Partnerschaft mit der Gemeinde Dourdan im Bezirk Essonne in Frankreich. Dourdan hat mehr als die doppelte Einwohnerzahl von Bad Wiessee und liegt etwa 45 Kilometer südwestlich von Paris. Dourdan war eine der ersten Städte in Frankreich, die den Wunsch der Aussöhnung zwischen Deutschland und Frankreich verwirklichte, welcher im Rahmen des Élysée-Vertrags 1963 formuliert wurde. Die Gründerväter der Partnerschaft waren der damalige Wiesseer Bürgermeister Hans Völkner (1907–1964) und der Vize-Bürgermeister Raymond Laubier, die sich 1962 zufällig im Elsass trafen und beschlossen eine Partnerschaft zu gründen. Die Partnerschaftsurkunde wurde am 20. April 1963 unterzeichnet. Jährliche Treffen und gegenseitige Besuche, ein Jugendaustausch organisiert durch den Verein Partnerschaftsfreunde Dourdan und ein Kommunalaustausch der Gemeindevertreter unterstreichen die Partnerschaft. Der zentral gelegene Dourdanplatz in Bad Wiessee ist nach der Partnergemeinde benannt.

## Wirtschaft
Der Haushalt Bad Wiessees wird überwiegend finanziert aus Einnahmen der Einkommensteuer, der Spielbankabgabe, der Gewerbesteuer und des Tourismus. Der Tourismus geht maßgeblich von Hotels, Pensionen und Privatquartieren aus.

### Unternehmen
Der größte Arbeitgeber des Ortes ist die Medical Park AG mit etwa 600 Angestellten. Sie betreibt in Bad Wiessee die drei orthopädischen Kliniken St. Hubertus im Gemeindeteil Abwinkl, die Fachklinik am Kirschbaumhügel und die Privatklinik am Kirschbaumhügel. Die Kliniken haben zusammen etwa 540 Betten. Eine weitere Klinik am Ort ist die Privatklinik Jägerwinkel am Tegernsee für innere Medizin und Orthopädie mit etwa 100 Betten. In Bad Wiessee befand sich unter anderem auch Dr. Schlemmers Privatklinik und Sanatorium und ein Kinderkrankenhaus vom Bayerischen Roten Kreuz.
Ein weiterer großer Arbeitgeber ist die Autohaus Kathan GmbH mit etwa 100 Beschäftigten und vier Niederlassungen im Landkreis Miesbach. Ein umsatzstarkes Unternehmen am Ort ist die Spielbank Bad Wiessee mit einem Bruttospielertrag von 20,7 Millionen Euro im Jahr 2013. Dem Haushalt von Bad Wiessee flossen über die Spielbankabgabe im Jahr 2013 anteilsmäßig 2,7 Millionen Euro zu. Im Jahr 2012 lag die Spielbankabgabe bei rund 2,2 Millionen Euro.
Mehrere große Hotels haben seit den 1990er Jahren geschlossen oder stehen zum Verkauf.
2015 erwarb die Schweizer Sports Medicine Excellence Gruppe von der Gemeinde rund 18.000 m² aus dem Jodbad-Areal, einschließlich der denkmalgeschützten Wandelhalle. Sie plant eine gemischte Nutzung aus einer Einrichtung für ambulante Operationen, ein Therapie- und Regenerationszentrum sowie ein Hotel.

### Medien
Der monatlich erscheinende Bürgerbote Bad Wiessee wird an alle Haushalte verteilt und ist online abrufbar. Er wird finanziert durch Werbung von im Tegernseer Tal ansässigen Unternehmen und Einzelhändlern. Die Gemeinde gehört zum Verbreitungsgebiet der Tageszeitung Tegernseer Zeitung, einer Lokalausgabe des Münchner Merkurs.

### Bildung

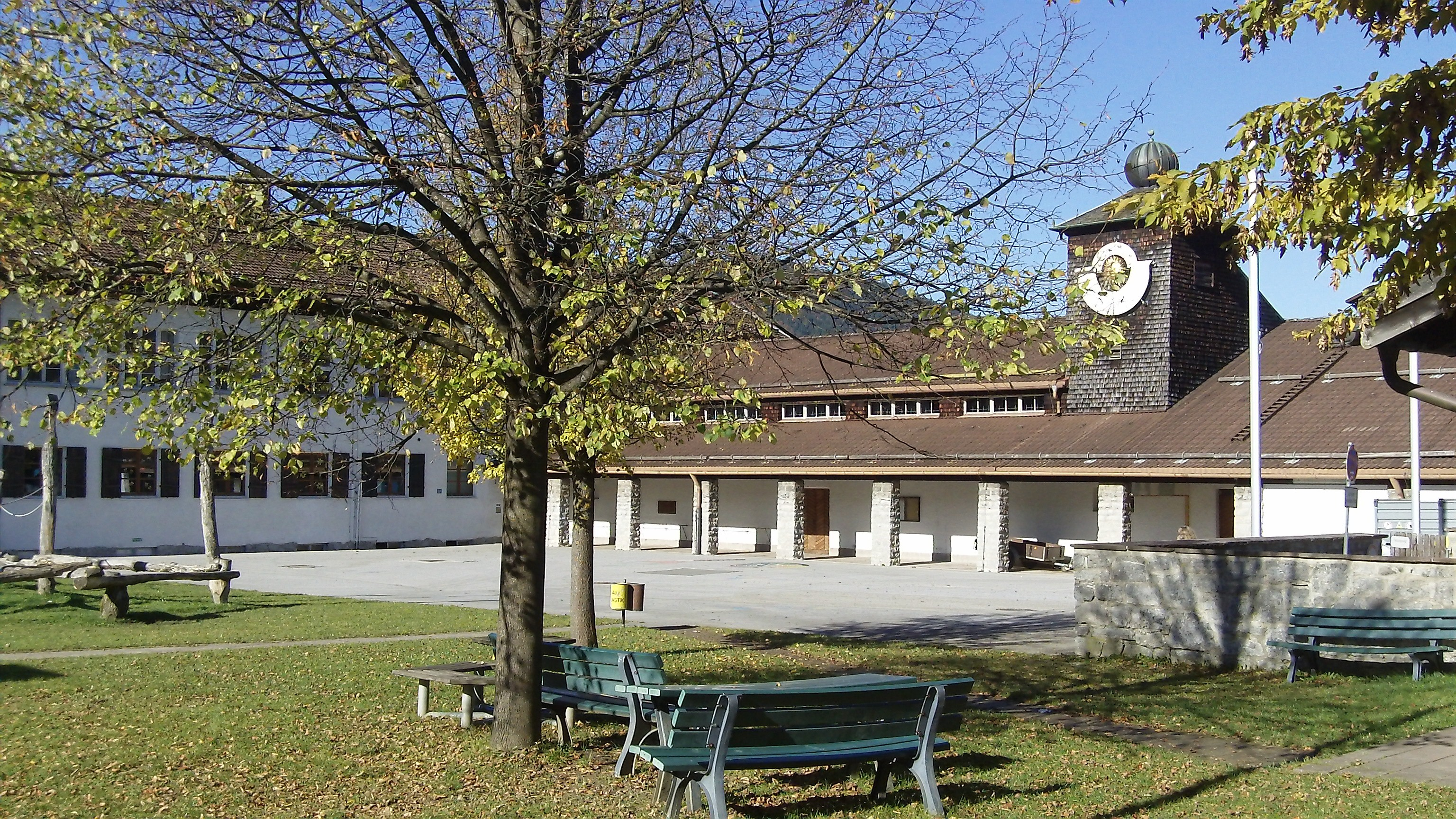
Denkmalgeschütztes Schulgebäude

Die Gemeinde verfügt über drei Kindergärten, den Katholischen Kindergarten Maria Himmelfahrt, die Kinderkrippe Bad Wiessee der evangelischen Kirche und seit 2016 den Waldkindergarten Die Waldkraxler. Die Gemeinde hat eine doppelzügige Grund- und Mittelschule mit Mittagsbetreuung. An Bildungseinrichtungen bis zur 10. Klasse gibt es in der Nachbargemeinde Gmund die Realschule Tegernseer Tal. Das Abitur kann man am Gymnasium Tegernsee oder dem etwas entfernter gelegenen Gymnasium Holzkirchen erwerben. Die nächste staatliche Berufsschule ist in Miesbach zu finden. Für die Erwachsenenbildung können Kurse in der Volkshochschule Bad Wiessee besucht werden.

## Verkehr und Infrastruktur

### Straßenverkehr
Bad Wiessee ist mit der A8 (Anschlussstelle Holzkirchen/AS-Nr. 97) über die Bundesstraße 318 verbunden. Diese ist eine der Hauptverkehrsadern von Bad Wiessee und führt direkt durch das Ortszentrum. Die Gemeinde betreibt kommunale Verkehrsüberwachung.

### Öffentlicher Personennahverkehr
Zu den unmittelbaren Nachbargemeinden Gmund, Tegernsee, Rottach-Egern und Kreuth besteht eine Verbindung über zwei RVO-Ringlinien und direkte Busverbindungen nach Holzkirchen und Bad Tölz.
| Linie | Bezeichnung      | Verlauf |
| ----- | ---------------- | --- |
| 9557  | Oberbayernbus    | Tegernsee – Rottach-Egern – Weißach – Bad Wiessee – Gmund am Tegernsee – Waakirchen – Reichersbeuern – Bad Tölz |
| 9559  | Ringlinien A & B | Tegernsee – Rottach-Egern – Weißach – Bad Wiessee – Gmund am Tegernsee                                          |
| 9566  | Schulbus         | Tegernsee – Rottach-Egern – Weißach – Bad Wiessee – Gmund am Tegernsee – Warngau – Holzkirchen                  |

#### Schienenverkehr
Der nächstgelegene Bahnhof ist in Gmund an der Bahnstrecke Schaftlach–Tegernsee, welche von der Bayerischen Regiobahn (BRB) mit der Linie RB57 (München-Tegernsee) über Holzkirchen bedient wird.

#### Schifffahrt
Zwei Rundfahrtlinien der Bayerischen Seenschifffahrt verbinden die beiden Anlegestellen in Bad Wiessee mit den anderen Seegemeinden.

#### Wanderwege

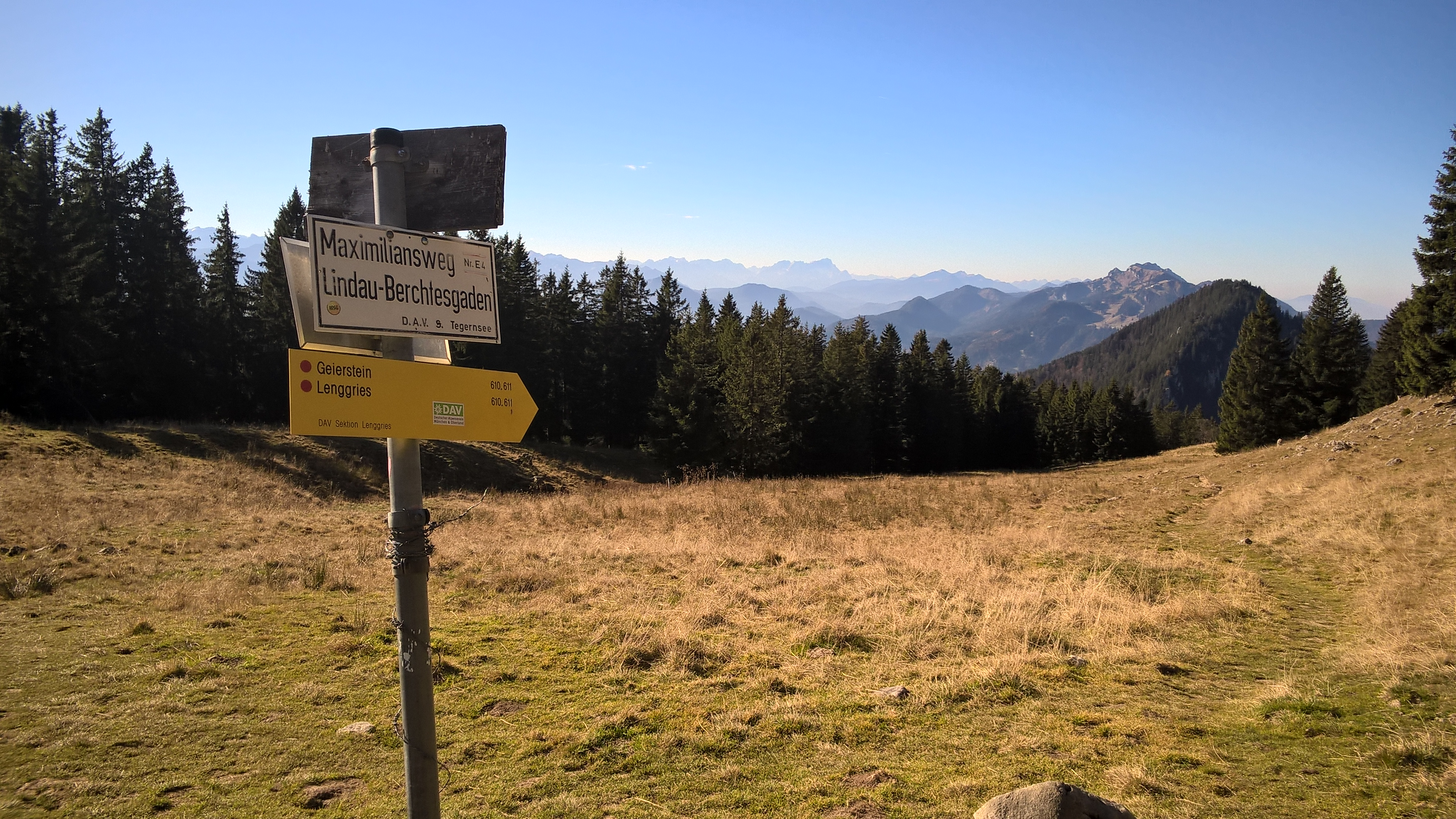
Maximiliansweg zwischen Bad Wiessee und Lenggries nahe der Neuhüttenalm

Der in 22 Tagesetappen aufgeteilte Maximiliansweg kreuzt am 13. Etappentag Bad Wiessee zwischen den Etappenorten Lenggries und Tegernsee. Der Weitwanderweg führt von Lindau am Bodensee entlang der deutschen Alpen nach Berchtesgaden. Von Lenggries kommend, führt er auf dem Gemeindegebiet Bad Wiessees über die Neuhüttenalm, die Aueralm und die Wachselmoosalm, über den Zwergelberg vorbei am Sonnenbichl nach Abwinkl zur gleichnamigen Schiffsanlegestelle. Dort wird als Besonderheit des Wanderweges mit dem Schiff nach Tegernsee übergesetzt. Der Wanderweg verläuft meist streckengleich mit dem Europäischen Fernwanderweg E4 und wurde benannt nach Maximilian II., König von Bayern.

### Infrastruktur
Die Wasserversorgung war ursprünglich privat organisiert. Bis heute besteht im Gemeindeteil Abwinkl eine eigene Wasserversorgung, die als Verein organisiert ist. Noch 1980 bestanden darüber hinaus private Wasserversorgungen der beiden Höfe „in der Au“ und eine gemeinsame, private Versorgung Alt-Wiessees. Die gemeindliche Wasserversorgung entstand 1928, als das Wachstum der Gemeinde keine individuelle Versorgung mehr zuließ. Dazu wurden im Söllbachtal eine Quelle gefasst und zwei unterirdische Wasserbehälter am Hang oberhalb des Ortes angelegt. Die Arbeiten wurden in Eigenleistung erbracht, jeder Haushalt musste einen Anteil erbringen. Erweiterungen folgten 1934 und 1950. Durch den Ausbau des Tourismus stieg der Wasserverbrauch stetig, so dass 1956 und 1960 in zwei weiteren Schritten zusätzliche Quellen mit starker Schüttung erschlossen wurden. Das Gemeindegebiet wird seitdem weit überwiegend aus dem Söllbachtal versorgt.
Der regionale Stromversorger ist das Elektrizitätswerk Tegernsee.
Die Abwasserentsorgung wird durch den Zweckverband Abwasserentsorgung am Tegernsee übernommen, er betreibt die Ringkanalisation und das gemeinsame Klärwerk im Gmunder Gemeindeteil Louisenthal.

## Kultur und Sehenswürdigkeiten

### Baudenkmäler

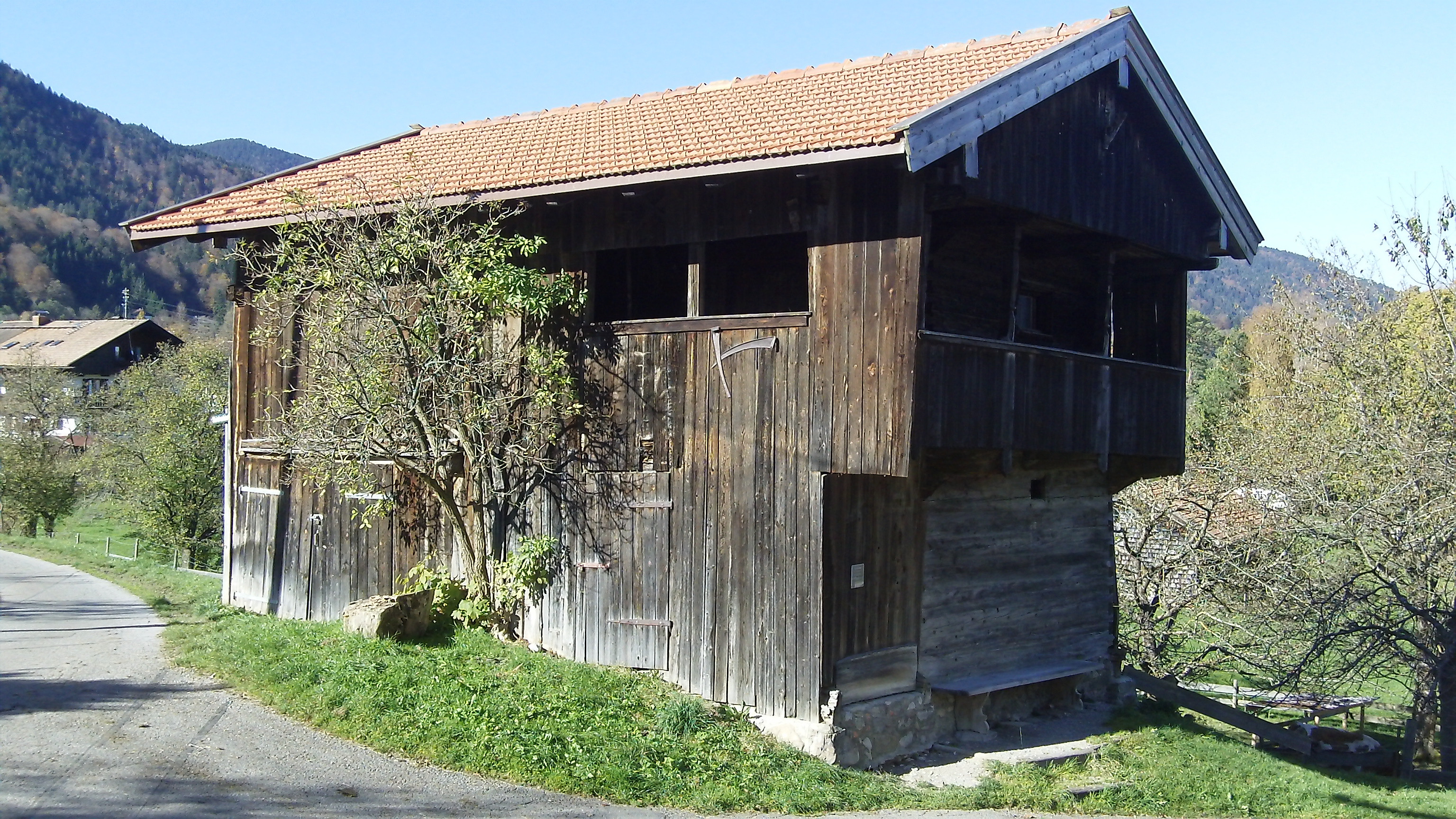
Troadkasten um 1650 erbaut

In der Liste der Baudenkmäler in Bad Wiessee sind alle denkmalgeschützten Baudenkmäler gemäß der Denkmalliste des Bayerischen Landesamts für Denkmalpflege aufgeführt. Bad Wiessee hat 39 Baudenkmäler, darunter Bauernhäuser, Einfirsthöfe und Kapellen aus dem 17. und 18. Jahrhundert sowie neuere Bauten, die in der unruhigen Zeit zwischen den beiden Weltkriegen errichtet wurden. Zwei besonders alte Troadkasten (Getreidespeicher) sind heute noch erhalten, von denen einer auf das 16./17. Jahrhundert geschätzt wird; der andere ist auf 1647/48 datiert und findet sich am Dorfplatz in Alt-Wiessee.

### Gebäude
Der Ortskern rund um den zentral gelegenen Lindenplatz und Dourdanplatz wird geprägt vom Rathaus, dem Hotel Gasthof zur Post und dem alten Postamt; alle drei Gebäude sind denkmalgeschützt.

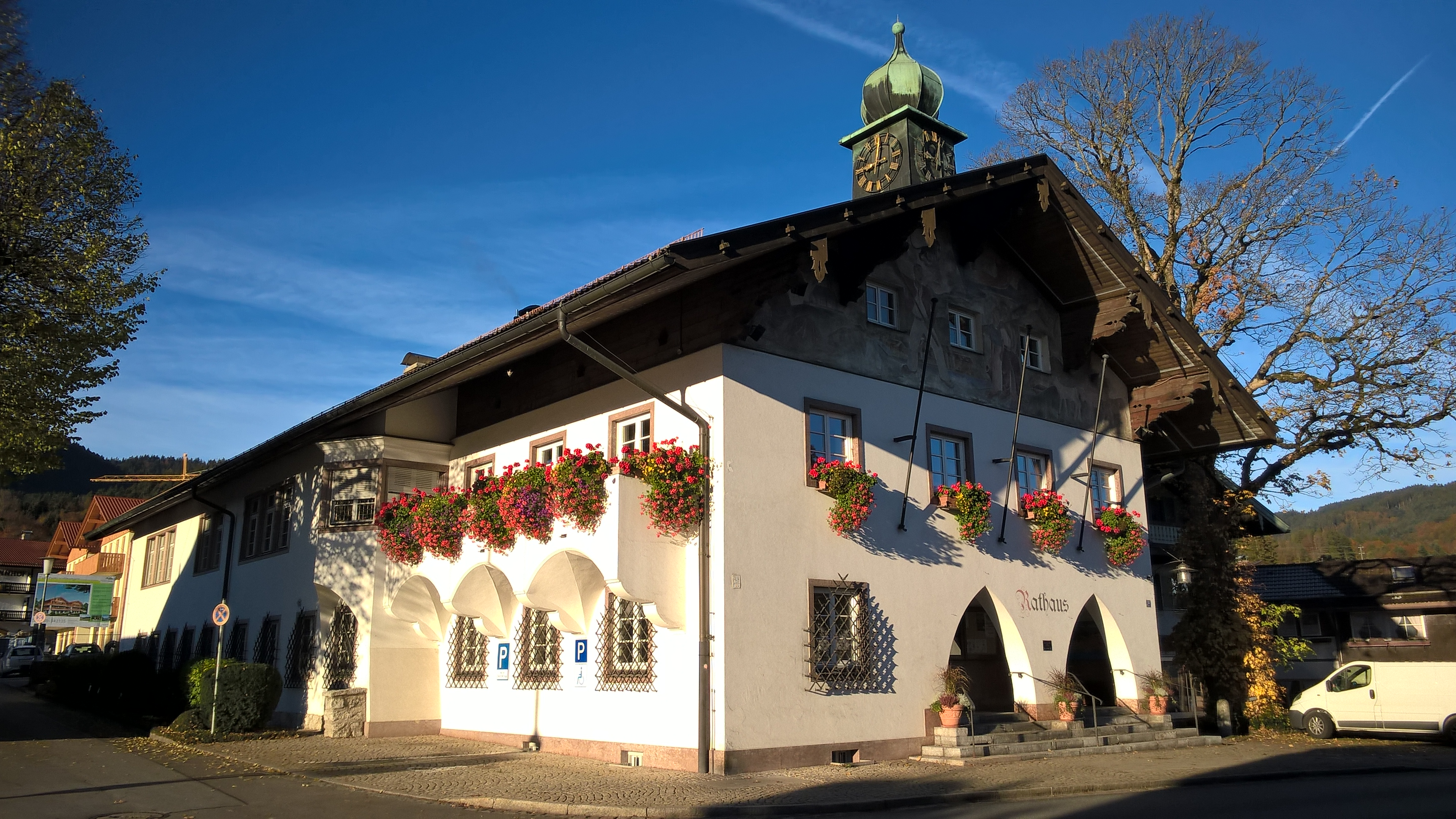
Denkmalgeschütztes Rathaus, errichtet 1930/31

Als im Jahr 1909 die Iod-Schwefelquelle entdeckt wurde und sich Bad Wiessee nach dem Ersten Weltkrieg rasant zum modernen Kur- und Badeort entwickelte, genügte das alte Gemeindehaus den Bedürfnissen nicht mehr. So wurde 1930, auf den Grundmauern des alten Gemeindehauses, ein von Architekt Hermann Lang geplantes neues zweigeschossiges Rathaus errichtet. Der typische Heimatstil mit Satteldach und bodenständiger Grundform wurde beibehalten und ein Uhrentürmchen, gemäß den Glockentürmchen der damaligen Bauernhäuser, auf dem Dach errichtet. Die südliche Fassade wird bestimmt durch den Erker und den Balkon. Die beiden Spitzbögen und das Giebelfresko auf der Ostseite unterstreichen die Bedeutung des Gebäudes. Das Innere wird bestimmt durch die Räume für die Gemeindeverwaltung und den Parteienverkehr im Erdgeschoss und das Bürgermeister- und das Sekretariatszimmer sowie den Sitzungssaal im ersten Stock. Die feierliche Eröffnung durch Bürgermeister Leonhard Sanktjohanser (1878–1952) fand am 16. Mai 1931 statt.

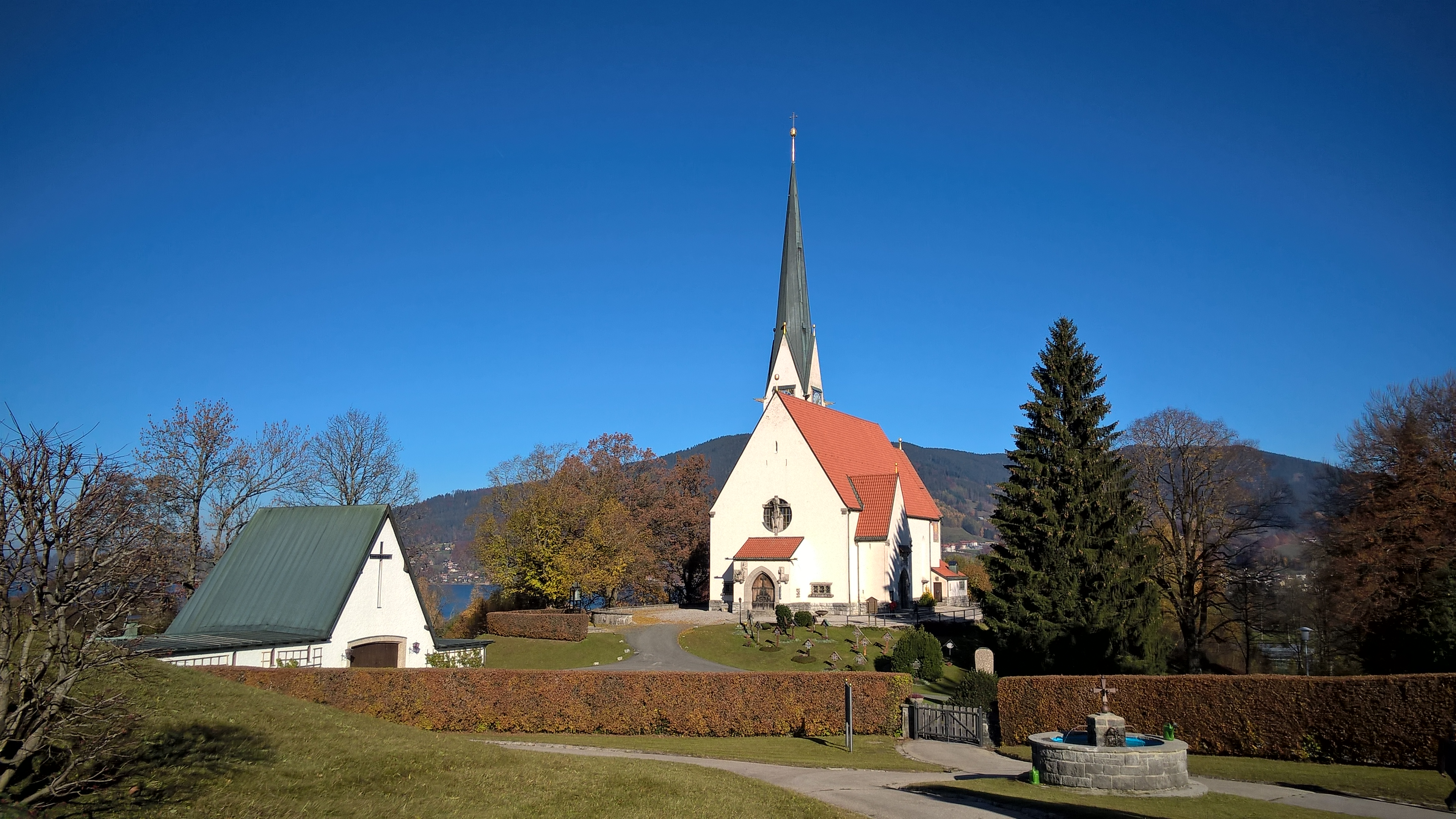
Katholische Pfarrkirche Maria Himmelfahrt

Die katholische Pfarrkirche Maria Himmelfahrt wurde von Architekt Rupert von Miller geplant. Am 15. April 1925 wurde der Grundstein auf dem Wasserpointhügel gelegt und bereits am 24. Dezember desselben Jahres erklangen vom Kirchturm die vier Glocken über den Tegernsee. Die Kirchenweihe fand am 10. Oktober 1926 durch Kardinal Michael von Faulhaber statt. Die Kirchenorgel mit zwei Manualen, 29 Registern und 2148 Pfeifen wurde im Jahr 1985 von der deutschen Orgelbaufirma Sandtner gebaut und ersetzte die ursprüngliche Orgel. An der Nordwand erhebt sich der etwa 60 Meter hohe Turm mit einer hohen, sehr spitz zulaufenden Haube. In ihm hängen die vier Glocken, die auf die Töne C, Es, Ges und As gestimmt sind. Sie wiegen zusammen etwa 4450 kg und sind der Heiligen Maria und den Heiligen Josef, Johannes der Täufer und Leonhard geweiht.

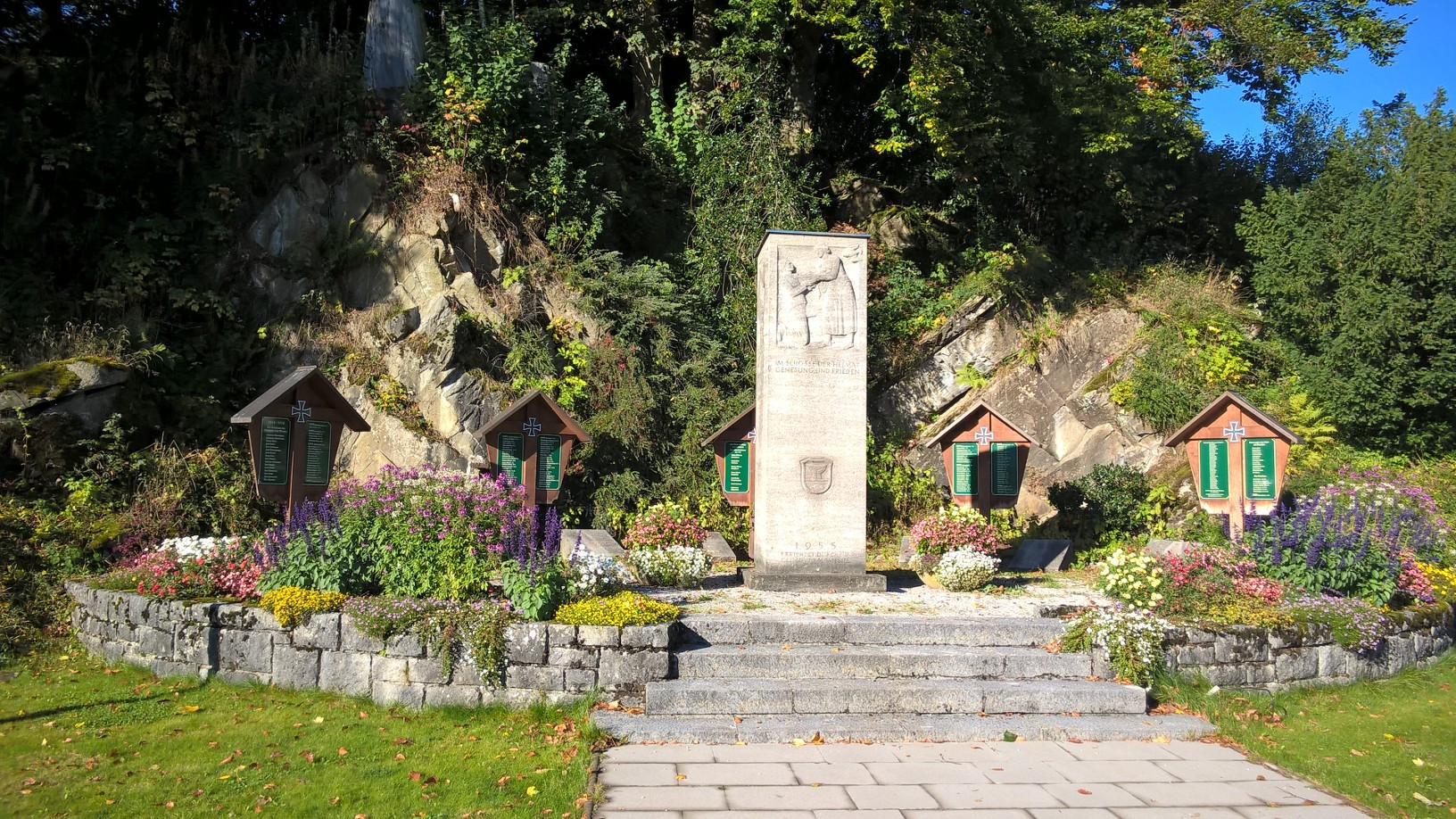
Gefallenendenkmal am Kirchbichl von 1955

Am Fuß des Wasserpointhügels unterhalb der Pfarrkirche steht das 1955 errichtete Gefallenendenkmal. Dieses gedenkt der Gefallenen des Oberländeraufstandes von 1705 und der beiden Weltkriege. Hinter der Granitstele am Boden befinden sich im Halbkreis verlegte Steintafeln und stehende Gedenktafeln mit den Namen der Gefallenen.

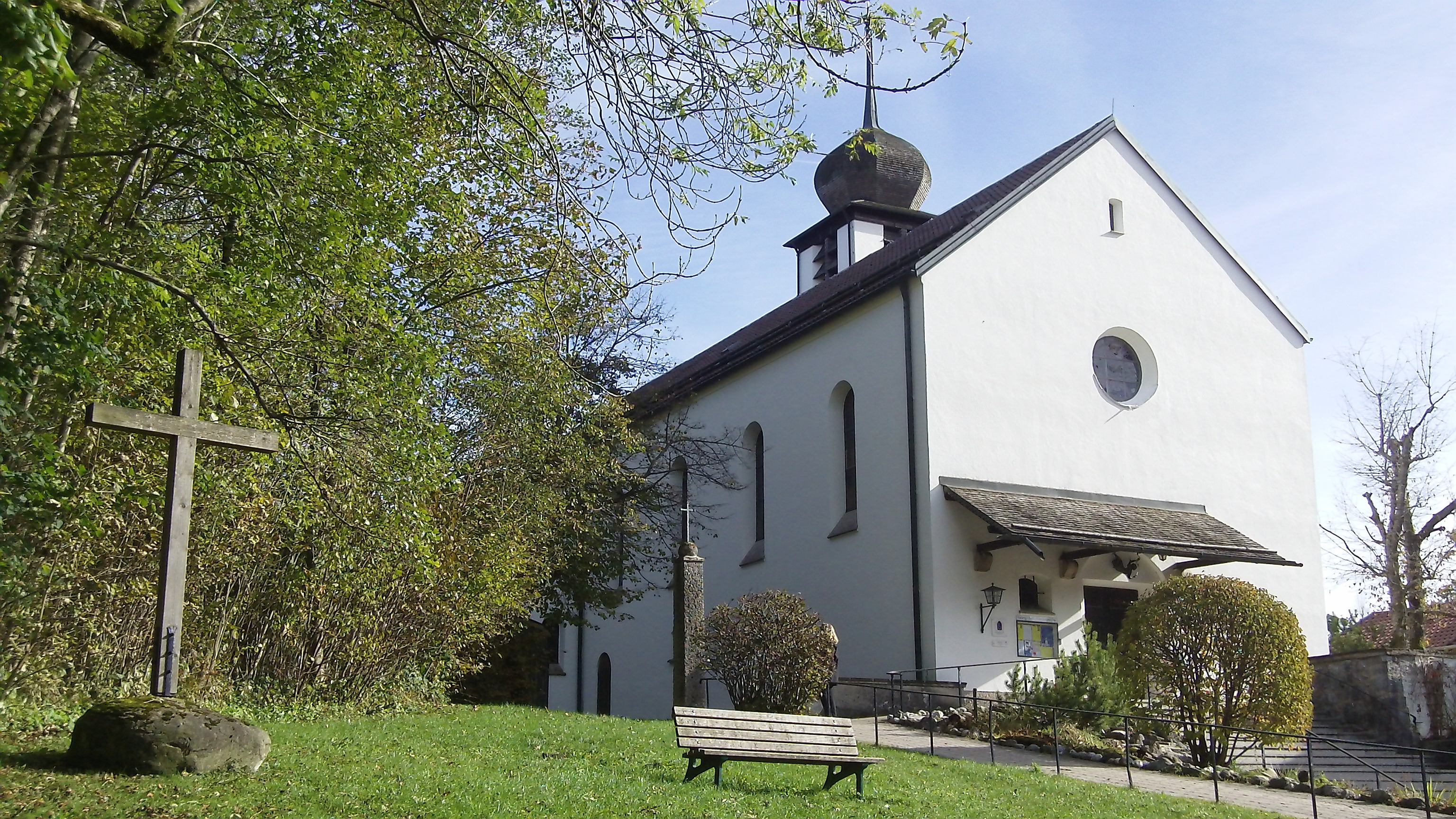
Evangelisch-Lutherische Friedenskirche

Die evangelisch-lutherische Friedenskirche befindet sich auf dem Kirschbaumhügel und wurde von Bruno Biehler entworfen. Der erste Spatenstich erfolgte am 26. Mai 1935. Die Grundsteinlegung mit kirchlicher Weihe durch Oberkirchenrat Oscar Daumiller fand am 30. Juni 1935 statt. Die Glockenweihe der vier Glocken mit einem Gesamtgewicht von 3173 kg und den Tönen B, F, Des und As wurde am 12. Juni 1936 vollzogen. Am 20. Juni 1937 fand der feierliche Einweihungsgottesdienst statt. Die Kirche hat insgesamt etwa 400 Sitzplätze. Die Kirchenorgel mit 30 Registern befindet sich direkt über dem Altar und wurde 1990 von Georg Jann gebaut.

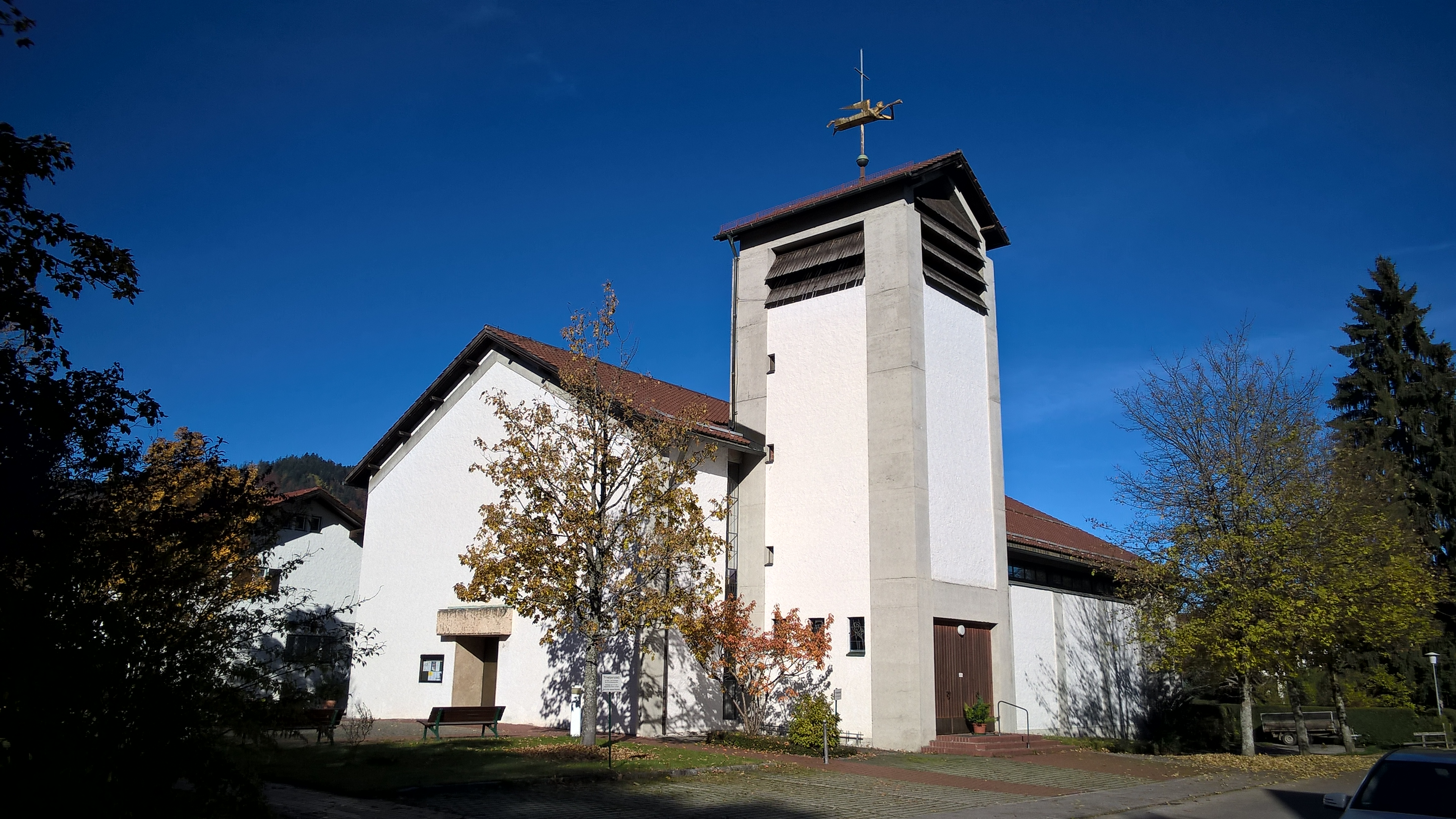
St. Antoniuskirche

Nach dem Zweiten Weltkrieg entstanden weitere Siedlungsgebiete im Norden Bad Wiessees und die Einwohnerzahl wuchs an. Ebenso stieg durch die Wiedereröffnung des Jod-Schwefelbades die Zahl der jährlichen Kurgäste und Touristen. So wurde 1958 im nördlichen Teil Bad Wiessees die Pfarrkuratie St. Anton von der Pfarrei Maria Himmelfahrt getrennt und mit der Errichtung der zweiten katholischen Kirche St. Antonius an der Dr.-Scheid-Straße begonnen. Ihr Schutzpatron ist der Heilige Antonius von Padua, der um 1195 geboren wurde und ein franziskanischer Bettelmönch war. Die Kirche wurde errichtet von den Architekten Richard Berchtold aus München und Walter Ehm aus Germering und am 19. April 1959 von Josef Kardinal Wendel geweiht.
Die St. Antoniuskirche ist ein schlichter und funktioneller Bau und war ursprünglich als Sommerkirche für Kurgäste gedacht.
Ein großes farbenfrohes Rosettenfenster betont die Altarseite des Baus und zeigt Jesus Christus als Lamm, umrundet von den zwölf Toren des himmlischen Jerusalem. Im massiven Turm an der Süd-Ost-Seite befinden sich die vier Glocken aus Stahl, gegossen von der Firma Penner aus Passau und auf seiner Spitze bläst ein vergoldeter Bronze-Engel zum Jüngsten Gericht.

### Grünflächen und Naherholung
Im Gemeindeteil Abwinkl befindet sich der öffentliche Kurpark der Gemeinde, in dem die jährlichen Vereins- und Waldfeste stattfinden. Ein weiterer Kurpark liegt am Kirschbaumhügel mit zwei Pavillons und einem kleinen Teich mit Bachlauf.

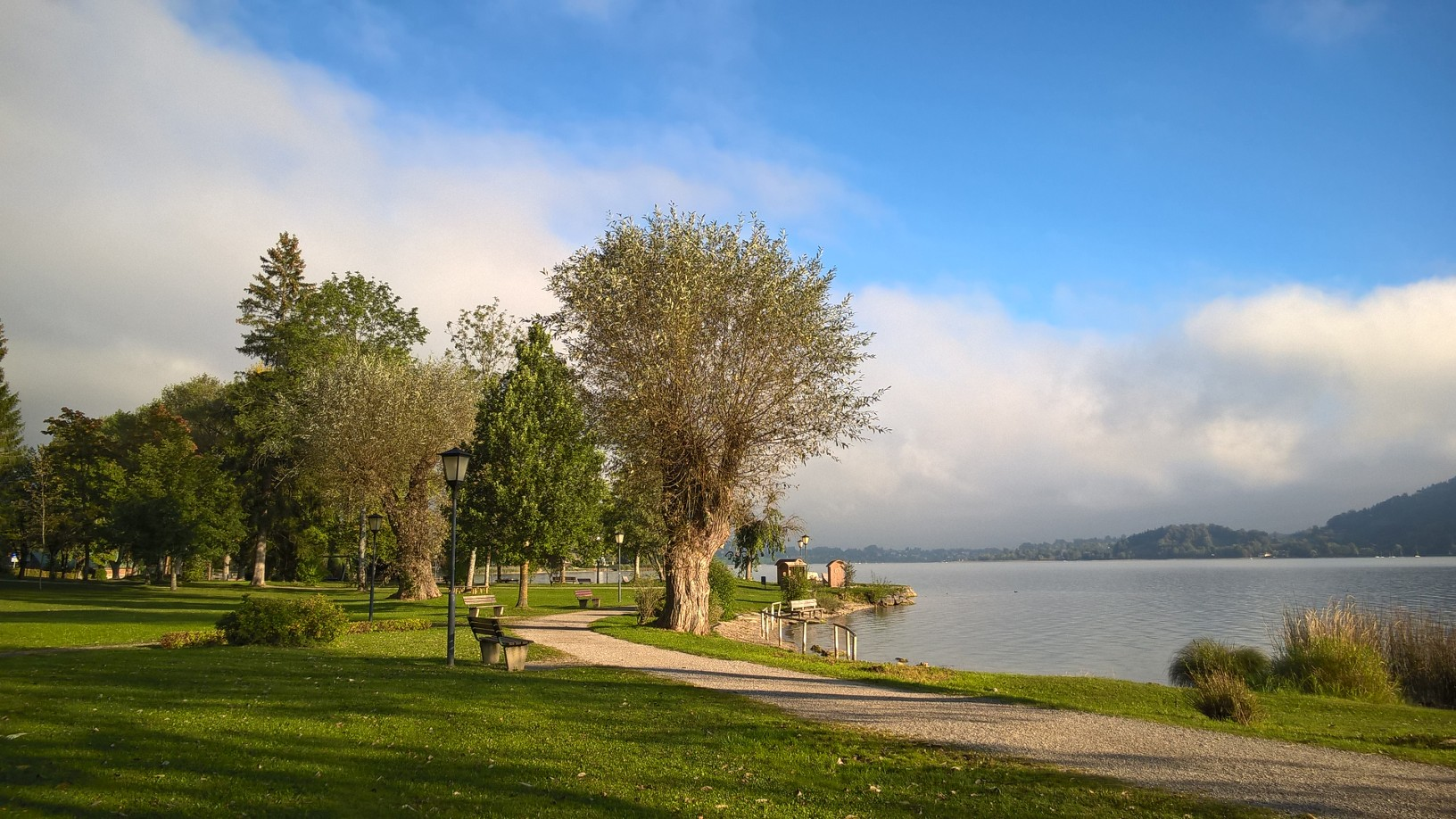
Seepromenade Bad Wiessee

Entlang der insgesamt etwa 5 Kilometer langen Seepromenade liegen die beiden Schifffahrtsanlegestellen Abwinkl und Ortsmitte. Gleich zu Beginn der Uferpromenade liegt der im Jahre 2005 errichtete Aquadome mit einem begehbaren Aquarium, welches die einheimischen Fischarten des Tegernsees in vier Schaubecken präsentiert.
Auf halber Strecke in Richtung Ortsmitte trifft man auf den Louis-Braille-Duft- und Tastgarten, der speziell für Menschen mit Geh- und Sehbehinderung angelegt wurde.

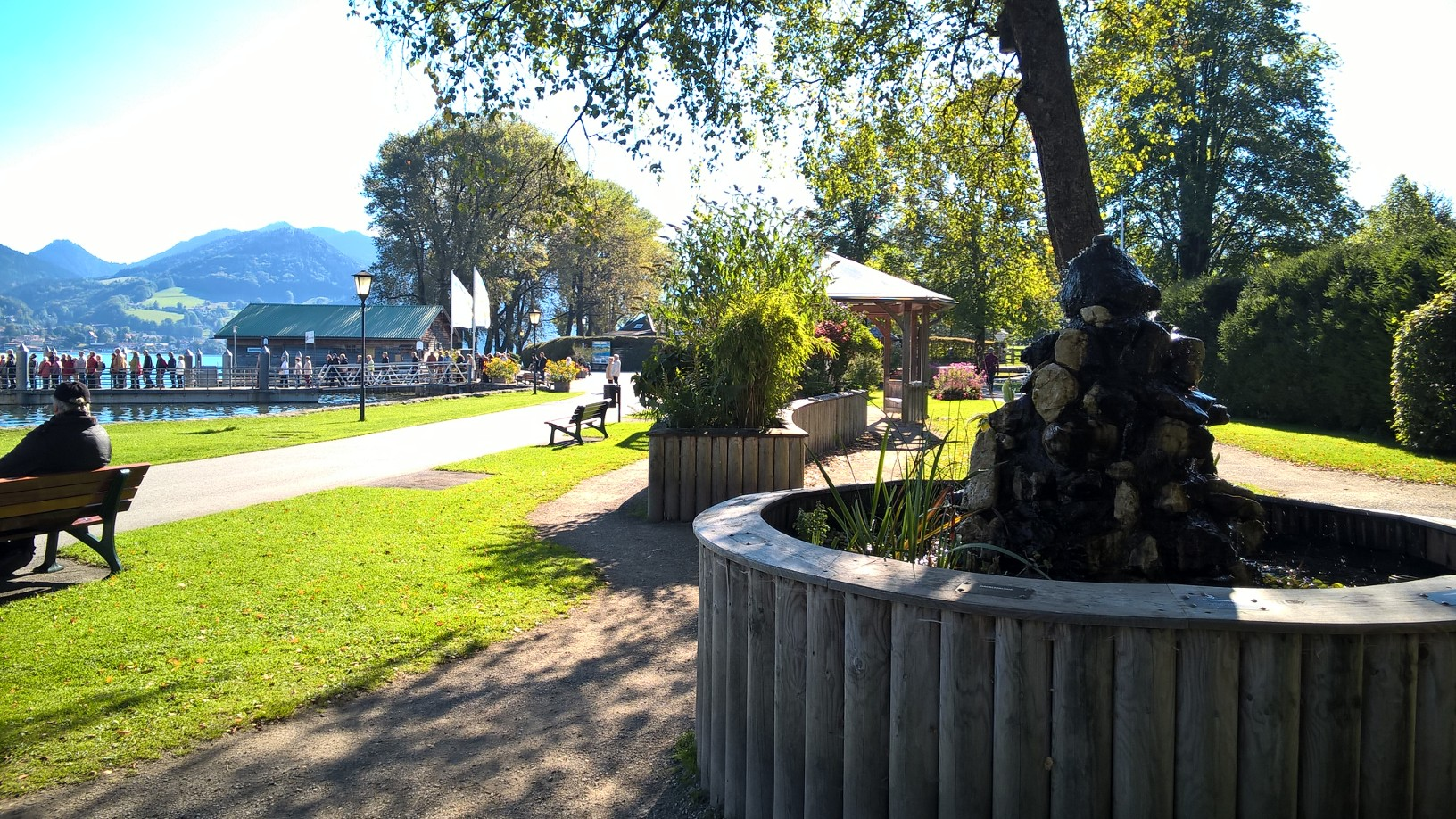
Louis-Braille-Duft- und Tastgarten mit Anlegestelle Ortsmitte im Hintergrund

 Er umfasst mehr als 70 verschiedene Pflanzenarten und einen von Wasserpflanzen umrundeten Felsenbrunnen. Die Informationstafeln der Pflanzen sind in Blindenschrift und Schwarzschrift verfasst. Ein überdachter Pavillon mit der Büste von Louis Braille gedenkt des Erfinders der Blindenschrift. Im Musikpavillon am Seeufer finden hauptsächlich im Sommer verschiedene Kurkonzerte statt. Ein hier durch die Gemeinde seit dem Jahr 2014 installierter öffentlicher WLAN-Hotspot erlaubt einen drahtlosen Zugang zum Internet. Die denkmalgeschützte Wandelhalle mit Konzert- und Theatersaal und das Jod-Schwefelbad erreicht man im letzten Drittel der Promenade. Den Endpunkt bilden das Strandbad Grieblinger und der Yachthafen mit seinen Bootsanlegestellen.

### Freizeit- und Sportanlagen
- Bad Wiessee hat ein Freibad und mehrere Badestellen am See.
- Ein künstlicher Eisplatz im Gemeindeteil Prinzenruh ermöglicht im Winter Eishockey, Eisstockschießen und Eislaufen.[65]
- Im Gemeindeteil Buch befindet sich das Skizentrum am Sonnenbichlhang mit seinen Skiliften und Abfahrten.
- Am Ortsausgang Bad Wiessee im Gemeindeteil Rohbogen liegt ein 18-Loch-Golfplatz des Tegernseer Golfclubs.
- Eine gewerblich betriebene Indoor-Spielarena mit über 2000 m² richtet sich sowohl an Kinder als auch an Erwachsene.

### Regelmäßige Veranstaltungen
- Vereins- und Waldfeste während der Sommermonate im Kurpark Abwinkl
- Seefest mit Feuerwerk im August an der Seepromenade
- Tegernseer Tal Montgolfiade in den Wintermonaten
- Kurkonzerte im Jodschwefelbad, im Pavillon an der Seepromenade und im Gasthof zur Post
- Christkindlmarkt „Seeweihnacht“ an der Seepromenade und „Abwinkler Advent“ im Kurpark Abwinkl
- Tegernseer Studiobühne – Kleinkunst im Gasthof zur Post
- Tegernseer Volkstheater – Theater im Gasthof zur Post
- Weihnachtstheater im Freihaus Brenner

## Persönlichkeiten

### Ehrenbürger
- Egid Pauli († 1. November 1930), Bauer auf dem Steinbrecherhof, war Bürgermeister von 1900 bis 1919[3][66]
- Adriaan Stoop (1856–1935), niederländischer Bergbauingenieur und Entdecker der Iod-Schwefel-Thermalquelle, Verleihung 1922[3]
- André Simon Driessen (1880–1956), erster Direktor der Jod-Schwefelbad Wiessee GmbH, Verleihung am 17. April 1950[67][66]
- Leonhard Sanktjohanser (1878–1952), war von Beruf Bäckermeister und Bürgermeister von 1919 bis 1933 und 1945–1948[66]
- Johannes Gansler (1895–1969), erster katholischer Pfarrer von 1924 bis 1969[3][66]
- Hans Völkner (1907–1964), Hotelier und Bürgermeister von 1948 bis 1964[66]
- Martin Schlatter (1910–1987), war von Beruf Restaurateur und zweiter Bürgermeister von 1966 bis 1984[66]
- Helmut Ludwig (1911–1979), dritter Bürgermeister von 1952 bis 1966[66]
- Paul Krones (1916–1994), Bürgermeister von 1965 bis 1984[3][66]
- Otto Beisheim (1924–2013), Gründer des Metro-Konzerns, Verleihung Anfang November 2005
- Hans Hamberger (1934–2013), katholischer Pfarrer in Bad Wiessee von 1969 bis 2005, Verleihung Oktober 2005.[68][66]

### Söhne und Töchter der Gemeinde
- Toni Kinshofer (1934–1964), deutscher Bergsteiger
- Florian Furtwängler (1935–1992), deutscher Filmregisseur
- Michael Heim (1936–2015), deutscher Journalist und Autor
- Ilka von Boeselager (* 1944), deutsche Politikerin (CDU)
- Michael Meisenberg (1944–2020), deutscher Jurist
- Gabriele von Ende (* 1944), deutsche Malerin
- Franz Massinger (1944–2011), deutscher Pianist und Professor für Klavier
- Helmut Dietl (1944–2015), deutscher Filmregisseur und Drehbuchautor
- Uta Würfel (* 1944), deutsche Politikerin (FDP)
- Michael Ande (* 1944), deutscher Schauspieler
- Norbert Wieselhuber (* 1949), deutscher Unternehmensberater

### Persönlichkeiten, die vor Ort gewirkt haben oder hier wohnten
- Fritz von Miller (1840–1921), deutscher Erzgießer, Goldschmied und Bildhauer
- Werner von Blomberg (1878–1946), Generalfeldmarschall, Reichswehr- bzw. Reichskriegsminister
- Rupert von Miller (1879–1951), deutscher Architekt und Bildhauer
- Maidi Liebermann von Wahlendorf (1884–1971), Lebensgefährtin von Ludwig Thoma
- Albert Kesselring (1885–1960), Generalfeldmarschall, verurteilter Kriegsverbrecher
- Rudolf Strempel (1891–1981), deutscher Arzt für Haut- und Geschlechtskrankheiten, Hochschullehrer in Homburg (Saar)
- Josef Fellner (1892–1957), deutscher Maler, lebte und arbeitete in Bad Wiessee
- Ludwig Marcuse (1894–1971), deutscher Philosoph und Schriftsteller; † in Bad Wiessee
- Johannes Schauff (1902–1990), deutscher Politiker und Unternehmer, verbrachte hier seine letzten Lebensjahre
- Trudel Hardieck (1905–1990), Gründerin der Privatklinik „Der Jägerwinkel“
- Franz Grothe (1908–1982), deutscher Komponist und Dirigent, lebte seit 1948 in Bad Wiessee, als Ausdruck der Hochschätzung seiner Wahlheimat am Tegernsee wurde ihm die Ehrenmedaille der Gemeinde verliehen, sein Grab ist auf dem Ortsfriedhof.
- Bruno Balz (1902–1988), einer der produktivsten deutschen Text- und Schlagerdichter, hatte hier seit den 60er Jahren seinen Wohnsitz.
- Hans Carste (1909–1971), deutscher Komponist und Dirigent, verbrachte hier sein letztes Lebensjahr, sein Grab ist auf dem Ortsfriedhof
- Josef Ertl (1925–2000), deutscher Politiker und Bundesminister für Ernährung, Landwirtschaft und Forsten, lebte in Bad Wiessee
- Klaudia Martini (1950–2024), deutsche Politikerin und Juristin, von 2008 bis 2023 Gemeinderätin in Bad Wiessee
- Uli Hoeneß (* 1952), langjähriger Präsident des FC Bayern München, lebt in Bad Wiessee